# Ústup ledovců od roku 1850
Ústup ledovců od roku 1850 ovlivňuje dostupnost sladké vody pro zásobování obyvatel pitnou vodou, pro zavlažování a pro další použití v domácnostech, horskou rekreaci, zvířata a rostliny, které jsou závislé na vodě z ledovců, a z dlouhodobého hlediska i hladinu oceánů. Je studován glaciology, časová shoda ústupu ledovců s měřeným nárůstem atmosférických skleníkových plynů je často uváděna jako jeden z projevů globální oteplování. Pohoří ve středních zeměpisných šířkách jako je Himálaj, Skalnaté hory, Alpy, Kaskádové pohoří a jižní Andy, stejně jako izolované vrcholky v tropech, jako je Kilimandžáro v Africe, vykazují jedny z největších poměrných úbytků ledovců.
Hmotnostní bilance ledovce je klíčovým určujícím faktorem pro zdraví ledovce. Pokud množství zamrzlých srážek v akumulační zóně překračuje množství ledovcového ledu, ztraceného táním nebo v ablační oblasti, ledovec roste; pokud je akumulace menší než ablace, ledovec ustupuje. Ledovce na ústupu mají negativní hmotnostní bilanci a pokud se nevytvoří rovnováha mezi akumulací a ablací, ledovec nakonec zmizí.
Během malé doby ledové (1550–1850) byly na Zemi relativně nižší teploty ve srovnání s dobou před ní a po ní. Poté přibližně do roku 1940 ledovce po celém světě ustupovaly, protože se podstatně oteplilo. Mezi lety 1950 a 1980 se ústup ledovců zpomalil a v mnoha případech dokonce dočasně zvrátil, protože globální teplota se mírně snižovala. Od roku 1980 vedlo výrazné globální oteplování k tomu, že ústup ledovců je stále rychlejší a všudypřítomný, a to tak, že některé ledovce úplně zmizely a existence mnoha zbývajících ledovců je ohrožena. V oblastech jako jsou jihoamerické Andy nebo asijský Himálaj může mít zánik ledovců vliv na dodávky vody v těchto regionech.
Ústup horských ledovců, zejména v západní části Severní Ameriky, Asie, Alp a tropických a subtropických oblastí Jižní Ameriky, Afriky a Indonésie, svědčí o nárůstu globálních teplot od konce 19. století. Zrychlení tempa ústupu klíčových výtokových ledovců v Grónsku a na Západoantarktickém ledovém příkrovu od roku 1995 může předznamenat vzestup hladiny oceánů, který by ovlivnil pobřežní regiony.

## Hmotnostní bilance ledovce

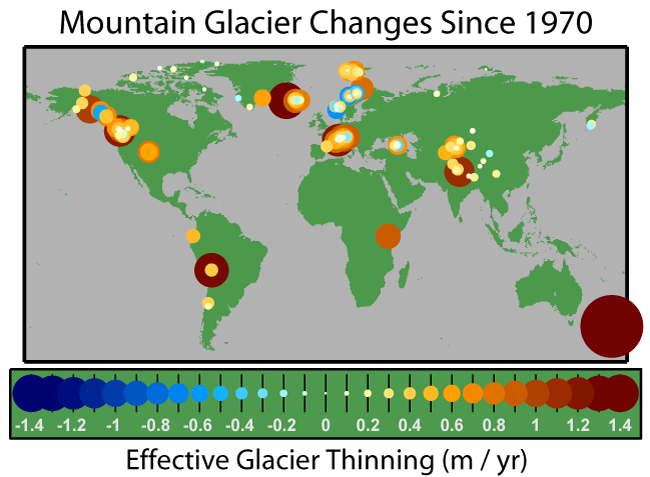
Mapa hmotnostních bilancí horských ledovců od roku 1970; žlutá a červená barva ukazuje ústup a modrá barva nárůst

Globální hmotnostní bilance ledovců za posledních padesát let, dle hlášení WGMS a NSIDC. Rostoucí sestupný trend na konci 80. let je příznačný pro zvýšenou rychlost a počet ustupujících ledovců

Hmotnostní bilance neboli rozdíl mezi akumulací a ablací (tání a sublimace) ledovce je zásadní pro jeho přežití. Globální oteplování může způsobit kolísání teploty i sněžení, což má za následek změny v hmotnostní bilanci. Ledovec s trvale negativní bilancí ztrácí rovnovážný stav hmotnostní bilance a ustupuje. Setrvalá kladná bilance je také mimo rovnováhu a bude pokračovat k obnovení rovnováhy. V současné době mají téměř všechny ledovce negativní hmotnostní bilanci a ustupují.
Ústup ledovce vede ke ztrátě nízko položené části ledovce. Jelikož ve vyšších nadmořských výškách je chladněji, roztání nejnižší části snižuje celkovou ablaci, čímž zvyšuje hmotnostní bilanci a potenciálně obnovuje rovnováhu. Je-li hmotnostní bilance významné části akumulační zóny ledovce záporná, je v nerovnováze s podnebím a rozplyne se bez chladnějšího podnebí a / nebo nárůstu zmrzlých srážek.
Metody pro měření ústupu zahrnují vytyčování čela ledovce, mapování pomocí globálního družicového polohového systému (satelitní mapování), letecké mapování a laserové výškoměry. Klíčovým příznakem nerovnováhy je ztenčení ledu po celé délce ledovce. To naznačuje zmenšení akumulační zóny. Výsledkem je okrajová recese okraje akumulační zóny, nejen jejího čela. Ve skutečnosti ledovec již nemá pevnou akumulační zónu a bez akumulační zóny nemůže přežít.
Například Eastonův ledovec ve státě Washington ve Spojených státech amerických se pravděpodobně během několika desetiletí zmenší na polovinu své velikosti, ale s pomalým tempem redukce se stabilizuje na této velikosti, navzdory vyšší teplotě. Naopak Grinnellův ledovec v Montaně v USA se bude s rostoucím tempem zmenšovat dokud nezmizí. Rozdíl je v tom, že horní část Eastonova ledovce zůstává zdravá a zasněžená, zatímco dokonce i horní část Grinnellova ledovce je holá, taje a ztenčuje se. Malé ledovce s minimálním rozdílem nadmořské výšky s největší pravděpodobností přejdou do nerovnováhy následkem současné klimatické změny.

## Ledovce střední zeměpisné šířky
Ledovce střední zeměpisné šířky se nacházejí buď mezi obratníkem Raka a severním polárním kruhem, nebo mezi obratníkem Kozoroha a jižním polárním kruhem. V obou oblastech jsou rozšířeny horské ledovce, údolní ledovce a ještě menší ledové čepice, které se obvykle nacházejí ve vysokých horách. Všechny se nacházejí v pohořích, zejména v Himálaji, Alpách, Pyrenejích, Skalnatých horách, na Kavkaze, na pobřeží Tichého oceánu v Severní Americe, v patagonských Andách v Jižní Americe a v pohořích na Novém Zélandu. Ledovce v těchto zeměpisných šířkách jsou rozšířenější a čím blíže jsou k polárním oblastem, tím je jejich hmotnost vyšší. Tyto ledovce jsou nejvíce studovanými ledovci za posledních 150 let. Stejně jako u příkladů v tropickém pásmu jsou prakticky všechny ledovce ve středních zeměpisných šířkách ve stavu záporné hmotnostní bilance a ustupují.

### Severní polokoule – Eurasie

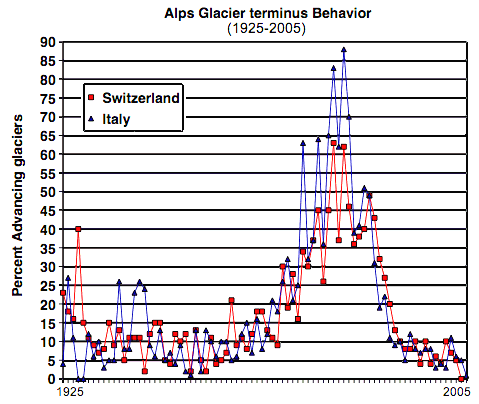
Tato mapa z každoročních šetření Ledovcové komise v Itálii a ve Švýcarsku ukazuje procento postupujících ledovců v Alpách. V polovině 20. století došlo k výrazným ustupujícím trendům, ale ne tak extrémním jako v současnosti; současné ústupy představují další snížení již zmenšených ledovců

#### Evropa

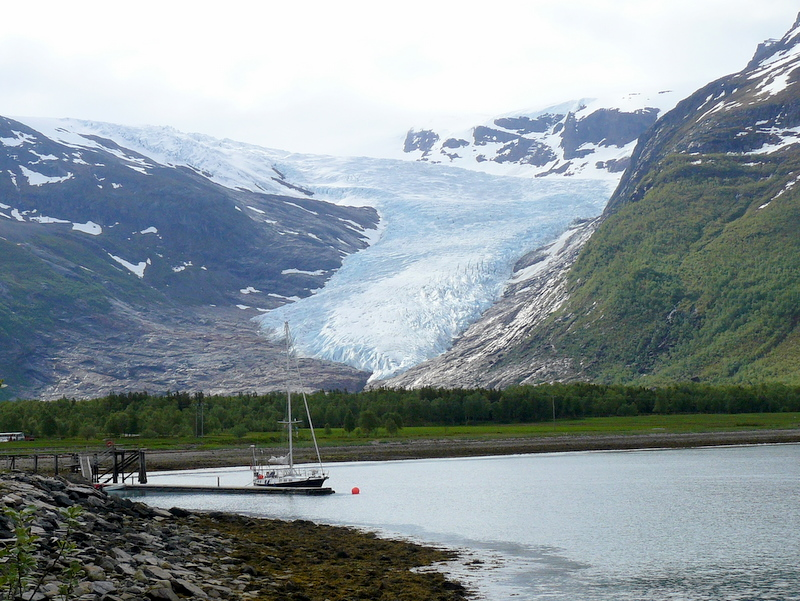
Ledovec Engabreen v Norsku končil 110 m nad hladinou moře v roce 2020, na nejnižší nadmořské výšce ze všech ledovců na evropské pevnině

Ve Francii je všech šest hlavních ledovců na ústupu. Na Mont Blancu, nejvyšší hoře Alp, ustoupil ledovec Argentière od roku 1870 o 1150 metrů. Na ústupu jsou také další ledovce Mont Blancu včetně Mer de Glace, který je s 12 kilometry nejdelším ledovcem ve Francii a který mezi lety 1994 a 2008 ustoupil o 500 metrů. Od konce Malé doby ledové tento ledovec ustoupil celkem o 2300 metrů. V roce 1900 vedl Bossonský ledovec z vrcholu Mont Blancu, z výšky 4808 metrů do nadmořské výšky 1050 metrů. Do roku 2008 ustoupil nejnižší bod tohoto ledovce do nadmořské výšky 1400 m. Podle výzkumu publikovaném v roce 2019 Spolkovou vysokou technickou školou v Curychu jsou v důsledku klimatických změn 2/3 ledu v ledovcích Alp odsouzeny k roztání do konce 21. století. V nejvíce pesimistickém scénáři budou Alpy do roku 2100 téměř úplně bez ledu, pouze v nejvyšších nadmořských výškách zůstanou izolovaná zaledněná místa.
Všechny ledovce v Turecku jsou na ústupu a na jejich čelech vznikají proglaciální jezera, protože ledovce jsou tenké a tají. Mezi 70. lety 20. století a rokem 2013 ztratily ledovce v Turecku polovinu své rozlohy, a to z 25 km2 v 70. letech 20. století na 10,85 m2 v roce 2013. Ze 14 studovaných ledovců pět úplně zmizelo.
Jiní vědci zjistili, že ledovce napříč Alpami zřejmě ustupují rychleji než před několika desítkami let. V příspěvku publikovaném v roce 2009 na Curyšské univerzitě našla Švýcarská ledovcová služba z 89 ledovců 76 ustupujících, 5 stacionárních a 8 přibývajících ve srovnání se stavem v roce 1973. Ledovec Trift měl největší zaznamenaný ústup a ztratil 350 m jen mezi roky 2003 a 2005. Aletschský ledovec je největší ledovec ve Švýcarsku a je studován od konce 19. století. Mezi lety 1880 a 2009 ustoupil o 2,8 km. Míra ústupu se navíc zvýšila od roku 1980 o 30 %, tedy o 800 m z celkového ústupu, ke kterému došlo za posledních 20 % časového období.

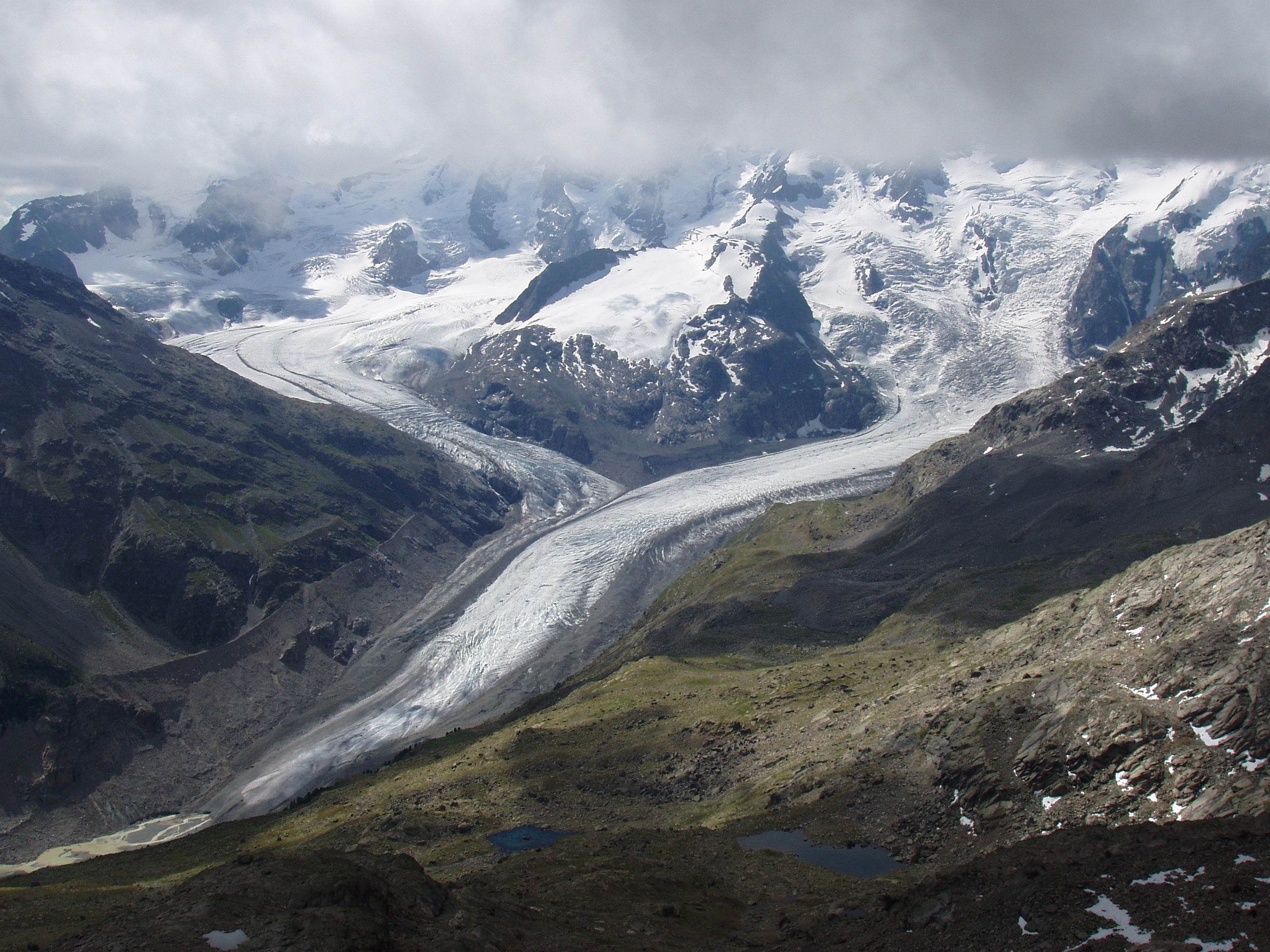
Ledovce Morteratsch (vpravo) a Pers (vlevo) v roce 2005

Ledovec Morteratsch ve Švýcarsku má za sebou jedno z nejdelších období vědeckého studia s každoročním měřením délky ledovce počínaje rokem 1878. Celkový ústup od roku 1878 do roku 1998 byl 2 km s průměrnou roční mírou ústupu přibližně 17 m za rok. Tento dlouhodobý průměr byl v posledních letech výrazně překonán, když ledovec ustupoval 30 m ročně v období mezi lety 1999 a 2005. Podobně v roce 1980 byla z ledovců v italských Alpách jen třetina na ústupu, zatímco v roce 1999 ustupovalo již 89 % těchto ledovců. V roce 2005 italská komise pro ledovce zjistila, že 123 ledovců v Lombardii ustupovalo. Studie ledovce Sforzellina v italských Alpách ukázala, že míra ústupu v letech 2002 až 2006 byla mnohem vyšší než v předchozích 35 letech. Pro studium ledovců nacházejících se v alpské oblasti Lombardie vědci porovnali sérii leteckých a pozemních snímků pořízených od 50. let do počátku 21. století a odvodili, že mezi lety 1954–2003 zde většinou menší ledovce ztratily více, než polovinu plochy. Opakované fotografování ledovců v Alpách naznačuje, že od zahájení studií došlo k významnému ústupu.
Sledování ledovců v Rakousku ukázalo, že během sezóny 2019/2020 došlo k průměrnému ústupu ledovců o 15 m, rekordní ústup byl zaznamenán u ledovce Hornkees v Zillertalských Alpách, který ustoupil o více, než 100 m.
Ačkoli alpským ledovcům se dostalo větší pozornosti glaciologů než v jiných oblastech Evropy, výzkum ukazuje, že ledovce na severu Evropy ustupují také. Od konce druhé světové války probíhá na švédském ledovci Storglaciären nejdelší nepřetržité měření hmotnostní bilance na světě prováděné výzkumnou stanicí Tarfala. V oblasti Kebnekaise na severu Švédska studie 16 ledovců mezi lety 1990 a 2001 zjistila, že 14 ledovců ustupovalo, jeden rostl a jeden byl stabilní. V Norsku se studují ledovce od počátku 19. století a systematické průzkumy se provádějí pravidelně od 90. let 20. století. Vnitrozemské ledovce měly obecně zápornou hmotnostní bilanci, přičemž v průběhu 90. let 20. století pobřežní ledovce vykazovaly pozitivní hmotnostní bilanci a narostly. Nárůst pobřežních ledovců byl přičítán silnému sněžení v období 1989–1995. Od té doby však snížené sněžení způsobilo, že většina norských ledovců výrazně ustoupila. Průzkum 31 norských ledovců v roce 2010 naznačil, že 27 bylo na ústupu, jeden se nezměnil a tři narostly. Podobně v roce 2013 z 33 zkoumaných norských ledovců ustupovalo 26, čtyři nevykazovali žádnou změnu a tři narostly.
Ledovec Engabreen v Norsku, výtokový ledovec ledové čepice Svartisen, zaznamenal ve 20. století několik nárůstů, přestože ustoupil o 200 m v letech 1999 až 2014. Ledovec Brenndalsbreen ustoupil o 56 m v letech 2000 až 2014, zatímco ledovec Rembesdalsskåka, který ustoupil o 2 km od konce malé doby ledové, ustoupil o 200 m mezi lety 1997 a 2007. Ledovec Briksdalsbreen ustoupil 230 m mezi lety 1996–2004, z toho o 130 m za poslední rok této studie; o největší roční ústup zaznamenaný na tomto ledovci od doby, kdy tam začaly studie v roce 1900. Toto číslo bylo překročeno v roce 2006, kdy pět ledovců ustoupilo přes 100 m od podzimu 2005 do podzimu 2006. Čtyři výtoky z ledové čepice Jostedalsbreen, největší ledovcové skupiny v kontinentální Evropě, Kjenndalsbreen, Brenndalsbreen, Briksdalsbreen a Bergsetbreen, měly čelní ústup přes 100 m. Celkově od roku 1999 do roku 2005 Briksdalsbreen ustoupil o 336 m. Gråfjellsbrea, výtokový ledovec ledové čepice Folgefonna, ustoupil o téměř 100 m.
Ve španělských Pyrenejích nedávné studie ukázaly významné ztráty rozsahu a objemu ledovců masivu Maladeta v období let 1981–2005. Patří mezi ně zmenšení o 35,7 % z 2,4 km2 na 1,55 km2, ztráta 0,0137 km3 celkového objemu ledu a zvýšení průměrné nadmořské výšky ledovcových konců o 43,5 m. V Pyrenejích jako celku bylo od roku 1991 ztraceno 50–60 % zaledněné plochy. V tomto období zmizely ledovce Balaitus, Perdigurero a La Munia. Ledovec Monte Perdido se zmenšil z 90 hektarů na 40 hektarů.
Jako počáteční příčinu ústupu ledovců v Alpách od roku 1850 lze identifikovat pokles albeda ledovců způsobené průmyslovým černým uhlíkem. Podle výzkumů to mohlo urychlit ústup ledovců v Evropě, které by se jinak mohly dále rozšiřovat až přibližně do roku 1910.

#### Sibiř a ruský Dálný východ
Sibiř, která se typicky klasifikuje jako polární oblast kvůli suchu v zimním podnebí, má ledovce pouze ve vysokých polohách Altaje, ve Verchojanském pohoří, Pohoří Čerského a pohoří Suntar-Chajata a několik velmi malých ledovců v horách poblíž Bajkalu, které nebyly nikdy sledovány a mohly od roku 1989 zcela zmizet. V letech 1952 až 2006 se ledovce, nacházející se v oblasti Aktruské pánve, zmenšily o 7,2 %. Toto smrštění bylo primárně v ablační zóně ledovců, u některých ledovců byla pozorována recese několik set metrů. Altajský region také zaznamenal, podle zprávy z roku 2006, za posledních 120 let celkový nárůst teploty o 1,2 °C, přičemž k největšímu nárůstu došlo od konce 20. století.
Na ruském Dálném východě, který je blíže k pobřeží a je obecně vlhčejší, má Kamčatka, vystavená v zimě vlhkosti Aleutské nížiny, mnohem rozsáhlejší zalednění v celkové výši kolem 906 km2 se 448 známými ledovci k roku 2010. Navzdory obecně silnému zimnímu sněžení a chladným letním teplotám byly vysoké letní srážky jižnějších Kurilských ostrovů a Sachalinu v historických dobách příliš vysoké na pozitivní hmotnostní bilanci i na nejvyšších vrcholcích. Na Čukotce je mnoho alpských ledovců, ale rozsah zalednění, i když větší než dále na západ, je mnohem menší než na Kamčatce (celkem asi 300 km2).
Podrobnosti o ústupu sibiřských a ruských ledovců na Dálném východě jsou méně zdokumentovány než ve většině ostatních zaledněných oblastí světa. Existuje pro to několik důvodů, hlavním důvodem je to, že od pádu komunismu došlo k velkému snížení počtu monitorovacích stanic. Dalším faktorem je, že ve Verchojanském pohoří a v Pohoří Čerského se předpokládalo, že ledovce chyběly dříve, než byly objeveny během 40. let, zatímco na velmi vzdálené Kamčatce a Čukotce se sledování velikosti ledovců datuje až od konce druhé světové války, ačkoli jejich existence byla známa již dříve. Dostupné záznamy nicméně naznačují obecný ústup všech ledovců, s výjimkou sopečných ledovců na Kamčatce. Ledovce v republice Sacha o celkové ploše 70 km2 se zmenšily přibližně o 28 % od roku 1945, na některých místech dosahuje ústup až několika procent ročně, zatímco na Altaji a na Čukotce a v nevulkanických oblastech Kamčatky je úbytek podstatně větší.

#### Himálaj a střední Asie

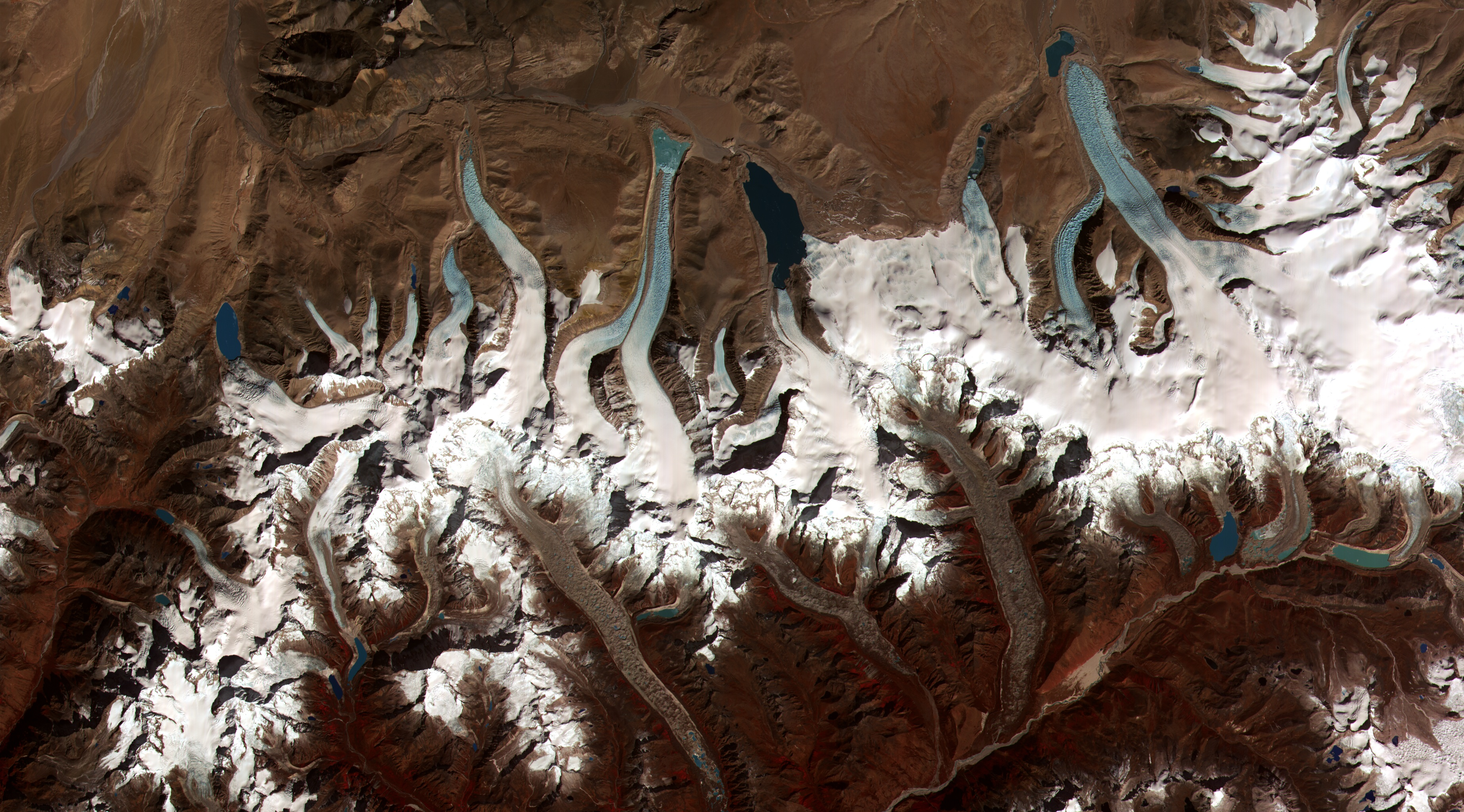
Tento snímek NASA ukazuje vznik četných ledovcových jezer na koncích ustupujících ledovců v Bhútánu v Himálaji

V Himálaji a další pohořích střední Asie se nacházejí velké zaledněné oblasti. Odhaduje se, že ve vysokém Himálaji je 15 000 ledovců, více než dvojnásobně oproti Hindúkuši, Karákóramu a Ťan Šanu a tvoří největší zaledněnou oblast mimo polární oblasti. Tyto ledovce zajišťují kritické dodávky vody do suchých zemí jakými jsou Mongolsko, západní Čína, Pákistán, Afghánistán a Indie. Stejně jako u ledovců na celém světě, i v himálajských oblastech dochází k úbytku hmotnosti a vědci tvrdí, že mezi počátkem sedmdesátých let dvacátého století a počátkem nultých let dvacátého prvního století došlo k 9 procentnímu snížení hmotnosti ledu. Změna teploty vedla k tání a tvorbě a rozšiřování ledovcových jezer, což by mohlo způsobit zvýšení počtu náhlého vyprázdnění ledovcových jezer (GLOF). Pokud bude současný trend přetrvávat, bude se ledová hmota postupně snižovat a bude to mít vliv na dostupnost vodních zdrojů, i když se neočekává, že ztráta vody způsobí problémy v následujících desetiletích.
Ve Vachánském koridoru v Afghánistánu 28 z 30 zkoumaných ledovců mezi lety 1976 a 2003 významně ustoupilo, s průměrným ústupem 11 metrů za rok. Jeden z těchto ledovců, ledovec Zemestan, ustoupil o 460 m během tohoto období, kdy ztratil necelých 10 % z jeho délky 5,2 km. Při zkoumání 612 ledovců v Číně mezi lety 1950–1970 ustupovalo 53 % studovaných ledovců. Po roce 1990 bylo u 95 % těchto ledovců naměřeno, že ustupují, což naznačuje, že ústup těchto ledovců se stává rozsáhlejším. Ledovce v oblasti Mount Everestu v Himálaji jsou ve stavu ústupu. Ledovec Rongbuk odvádějící vodu ze severní strany Mount Everestu do Tibetu ustupuje 20 metrů za rok. V nepálské oblasti Khumbu v centrální části Himálaje všech 15 ledovců zkoumaných v letech 1976 až 2007 výrazně ustoupilo a průměrný ústup byl 28 metrů za rok. Nejslavnější z nich, ledovec Khumbu, ustoupil rychlostí 18 m ročně mezi lety 1976 a 2007. V Indii ustoupil ledovec Gangotri mezi lety 1936–1996 o 1147 metrů, přičemž ústup 850 m nastal v posledních 25 letech 20. století. Ledovec je však stále přes 30 km dlouhý. V Sikkimu ustupovalo 26 ledovců zkoumaných v letech 1976 až 2005 průměrnou rychlostí 13 m za rok. Celkově studované ledovce ve Velkém Himálaji ustupují v průměru mezi 18 a 20 m ročně. Jedinou oblastí ve Velkém Himálaji, která zaznamenala nárůst ledu, je Kárákóram, ale pouze u ledovců v nejvyšších nadmořských výškách. Nicméně nárůst byl přičítán možnému zvýšení srážek a také korelačním ledovým rázům, kdy ledovcový jazyk se posouvá v důsledku tlaku sněhu a ledu dále na ledovci. Mezi lety 1997–2001 68 km dlouhý ledovec Biafo zesílil o 10 až 25 m ve svém středu, ale nepostoupil.
S ústupem ledovců v Himálajích vznikla řada ledovcových jezer. Rostoucí znepokojení představuje odhad výzkumníků věnujících se náhlému vyprázdnění ledovcového jezera, že 21 ledovcových jezer v Nepálu a 24 v Bhútánu představují nebezpečí pro lidskou populaci, pokud by došlo k protržení jejich přední morény. Jedno ledovcové jezero identifikované jako potenciálně nebezpečné je bhútánské Raphstreng Tšo, které v roce 1986 bylo 1,6 km dlouhé, 0,96 km široké a 80 m hluboké. Do roku 1995 jezero nabobtnalo na délku 1,94 km, 1,13 km na šířku a 107 m do hloubky. V roce 1994 náhlé vyprázdnění vody z Luggye Tšo, ledovcového jezera sousedícího s Raphstreng Tšo, po proudu zabilo 23 lidí.
Ledovce v pohoří Ak-širak v Kyrgyzstánu zaznamenaly mezi lety 1943–1977 mírnou ztrátu a mezi lety 1977–2001 zrychlenou ztrátu 20 % jejich zbývající hmoty. Na Ťan-šanu, který Kyrgyzstán sdílí s Čínou a Kazachstánem, ukazují studie v severních oblastech tohoto pohoří, že ledovce, které pomáhají dodávat vodu do této vyprahlé oblasti, ztratily téměř 2 km3 ledu ročně mezi lety 1955 a 2000. Studie Oxfordské univerzity rovněž uvádí, že mezi lety 1974–1990 byla průměrná roční ztráta u těchto ledovců 1,28 % jejich objemu.
Na Pamíru, který leží především v Tádžikistánu, se nachází přibližně osm tisíc ledovců, z nichž mnohé jsou na ústupu. Během 20. století ztratily ledovce Tádžikistánu 20 km3 ledu. Celkem 70 km dlouhý Fedčenkův ledovec, který je největší v Tádžikistánu a zároveň největší nepolární ledovec na Zemi, ustoupil o 1 km mezi lety 1933 a 2006 a ztratil 44 km2 povrchové plochy v důsledku zmenšování mezi lety 1966 až 2000. Tádžikistán a sousední země Pamíru jsou velmi závislé na ledovcovém odtoku, aby byl zajištěn tok v řekách během období sucha a suchých ročních období. Pokračující úbytek ledovců bude mít za následek krátkodobé zvýšení, následované dlouhodobým poklesem ledovcové vody z taveniny proudící do řek a potoků.

### Severní polokoule – Severní Amerika

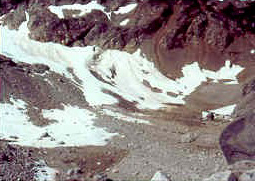
Ledovec Lewis v národní parku Severní Kaskády po roztání v roce 1990

Severoamerické ledovce se primárně nacházejí podél osy Skalistých hor ve Spojených státech amerických a v Kanadě a na tichomořských pobřežních pásmech sahajících od severní Kalifornie po Aljašku. Grónsko je sice geologicky spojeno se Severní Amerikou, ale je také součástí arktické oblasti. Kromě několika pobřežních ledovců jako je ledovec Taku, které jsou v předstihu se svými cykly pobřežních ledovců, převládajících na pobřeží Aljašky, prakticky všechny ledovce v Severní Americe jsou na ústupu. Rychlost ústupu se značně zvýšila přibližně od roku 1980 a celkově každé desetiletí zaznamenalo vyšší míru ústupu než to předchozí. Existují také malé zbytkové ledovce roztroušené po pohoří Sierra Nevada v Kalifornii a v Nevadě.

#### Kaskádové pohoří

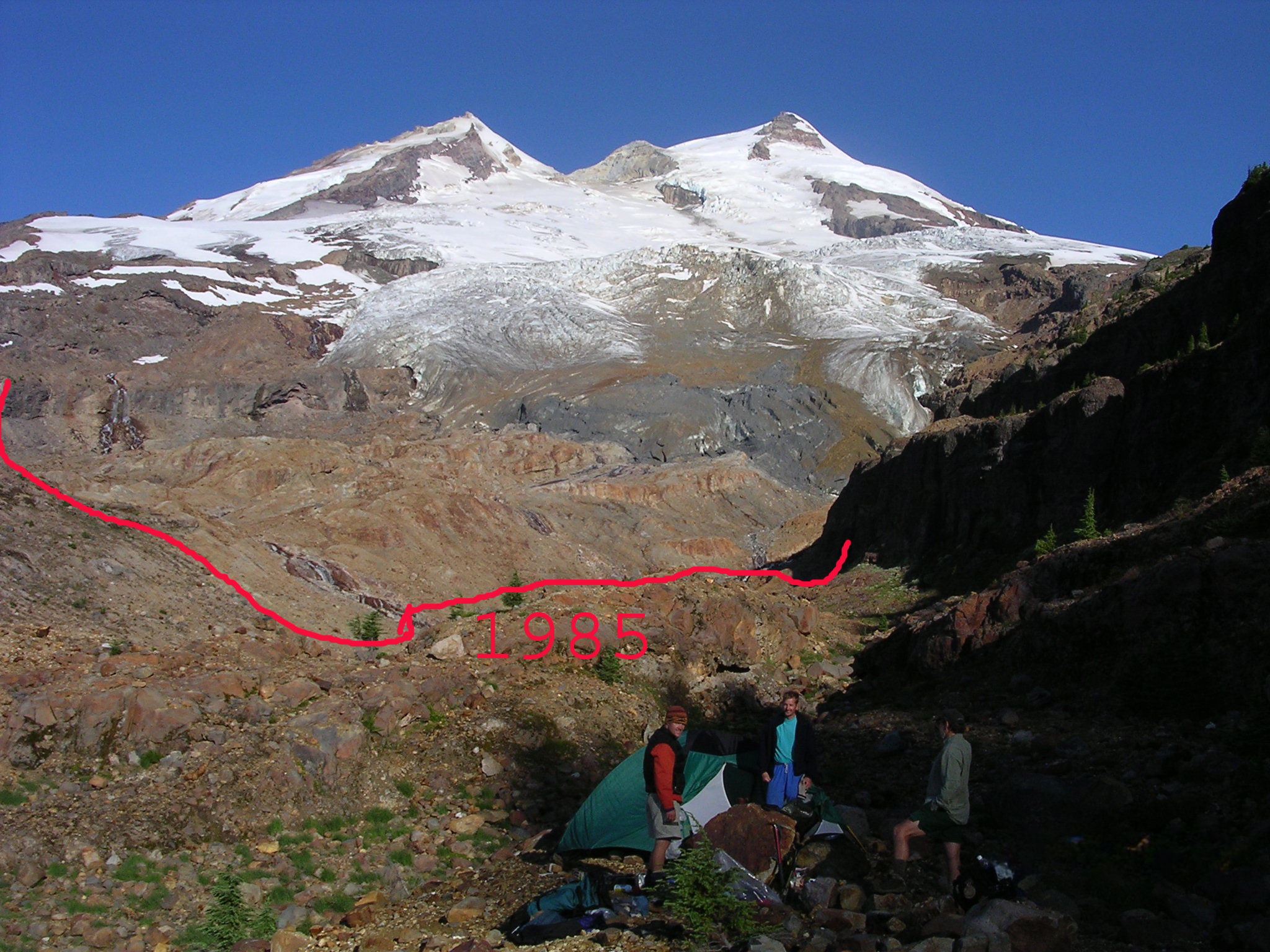
Ledovec Boulder ustoupil o 450 m od roku 1987 do roku 2003

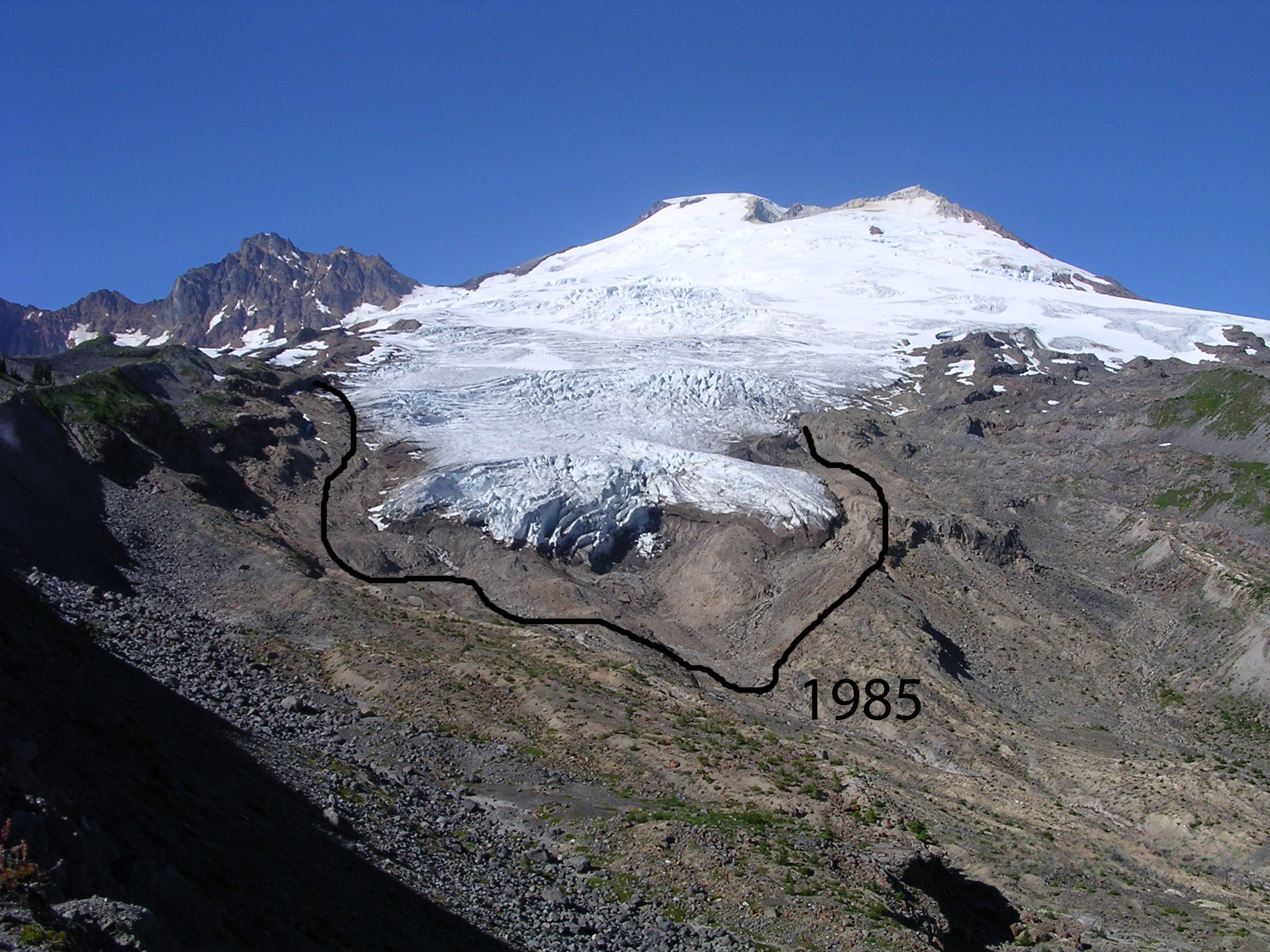
Ledovec Easton ustoupil o 255 m od roku 1990 do roku 2005

Kaskádové pohoří na západě Severní Ameriky sahá od jihu Britské Kolumbie v Kanadě po severní Kalifornii. Nepočítaje Aljašku, asi polovinu ledovcové oblasti Spojených států představuje více než 700 ledovců v Severních Kaskádách na hranici mezi Kanadou a USA a dálnicí I-90 v centrální oblasti státu Washington. Obsahují hodně vody, která je ve všech jezerech a nádržích ve zbytku státu, a poskytují velkou část vody v tocích řek v suchých letních měsících, což odpovídá přibližně 870 000 m3.
Ještě v roce 1975 mnoho ledovců Severních Kaskád rostlo kvůli chladnějšímu počasí a zvýšeným srážkám, ke kterým došlo v letech 1944 až 1976. Od roku 1987 severokaskádové ledovce ustupovaly a tempo se od poloviny 70. let každé desetiletí zvýšilo. Mezi lety 1984 a 2005 ztratily ledovce Severních Kaskád průměrně více než 12,5 m v tloušťce a 20–40 procenta jejich objemu.
Glaciologové zkoumající Severní Kaskády zjistili, že všech 47 monitorovaných ledovců ustupuje, zatímco čtyři ledovce – ledovce Spider, Lewis, Milk Lake a David – úplně zmizely od roku 1985. Ledovec White Chuck (poblíž Glacier Peak) je obzvláště dramatický příklad. Oblast ledu se zmenšila z 3,1 km² v roce 1958 na 0,9 km2 do roku 2002. V letech 1850 až 1950 se Balvanový ledovec na jihovýchodní straně Mount Baker stáhl do nadmořské výšky 2700 m. William Long z Lesní služby Spojených států pozoroval, že ledovec začíná růst kvůli chladnějšímu a vlhčímu počasí v roce 1953. Poté následovalo 743 m postupu do roku 1979. Mezi lety 1987–2005 ledovec opět ustoupil, (tentokrát o 450 m) a zanechal po sobě pustý terén. K tomuto ústupu došlo v období sníženého zimního sněžení a vyšších letních teplot. V této oblasti Kaskád se zimní sněhová pokrývka od roku 1946 snížila o 25 % a letní teploty vzrostly o 0,7 °C během stejného období. Snížená sněhová pokrývka nastala navzdory malému nárůstu zimních srážek – odráží tedy vyšší teploty v zimě, které vedou ke srážkám a tání na ledovcích i během zimy. Od roku 2005 je 67 % pozorovaných ledovců Severních Kaskád v hmotnostní nerovnováze a nepřežije pokračování současného podnebí. Tyto ledovce nakonec zmizí, pokud neklesnou teploty a nezvýší se zmrzlé srážky. Očekává se, že zbývající ledovce se stabilizují, pokud se podnebí nepřestane oteplovat, ale bude mnohem menší.

#### Skalnaté hory ve Spojených státech
Na chráněných svazích nejvyšších vrcholů národního parku Glacier v Montaně se rychle zmenšují stejnojmenné ledovce. Oblast každého ledovce byla po celá desetiletí mapována Správou národních parků a Americkou geologickou službou. Porovnání fotografií z poloviny 19. století se současnými snímky poskytuje dostatek důkazů o tom, že ledovce od roku 1850 znatelně ustoupily. Fotografie stejných oblastí v různém čase jasně ukazují, že ledovce jako Grinnell jsou na ústupu. V porovnání s prvními výzkumy v roce 1850 větší ledovce mají nyní přibližně třetinu své původní velikosti a řada menších ledovců úplně zmizela. Pouze 27 % z 99 km² oblasti národního parku Glacier pokrytá ledovci v roce 1850 zůstala pokryta do roku 1993. Vědci se domnívají, že mezi lety 2030 a 2080 zmizí led z ledovců v národním parku Glacier, pokud se nezmění současný trend globálního oteplování. Ledovec Grinnell je jen jedním z mnoha ledovců v národním parku Glacier, které jsou po mnoho desetiletí dobře dokumentovány fotografiemi. Fotografie níže jasně ukazují ústup tohoto ledovce od roku 1938.

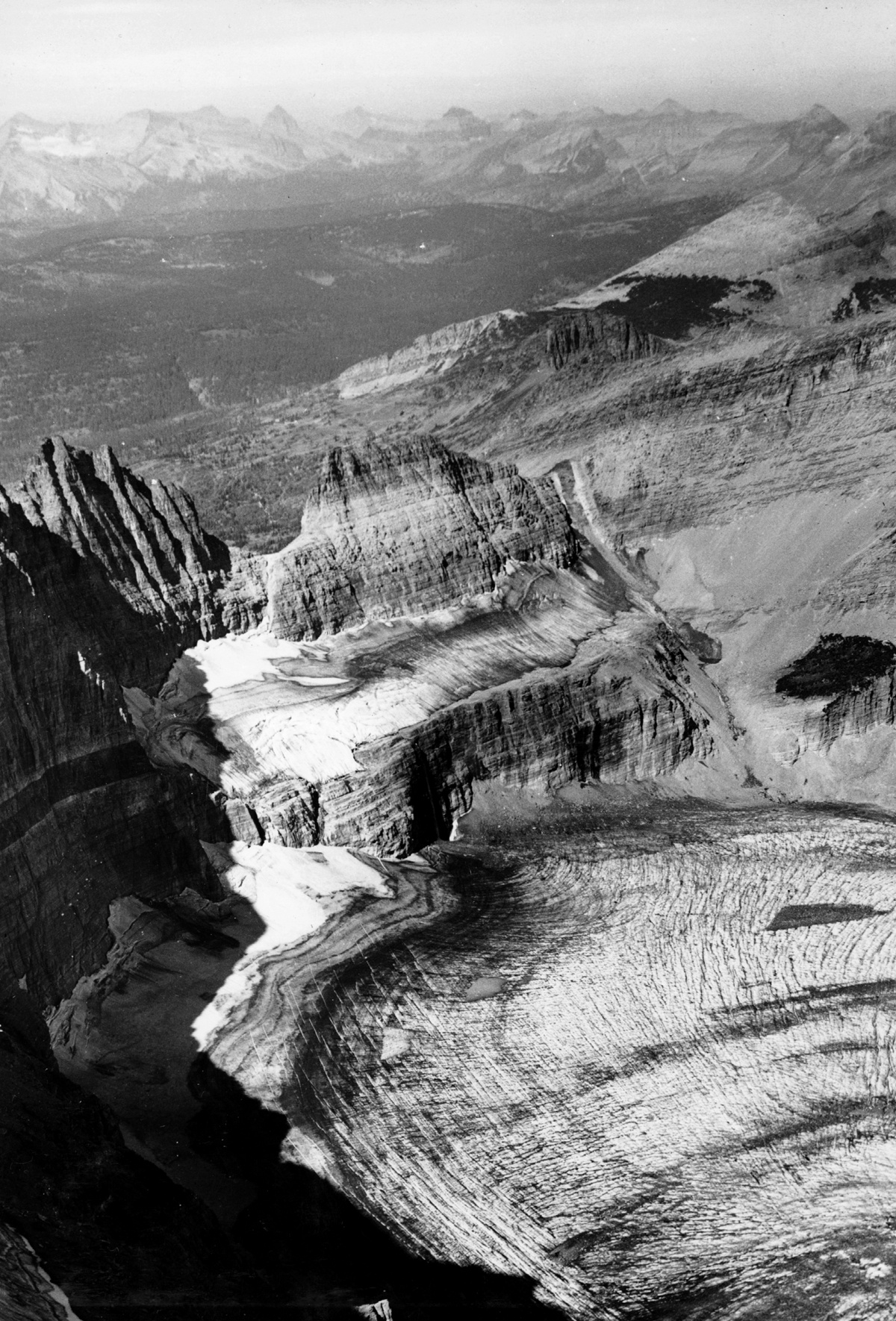
1938 T. J. Hileman HNP
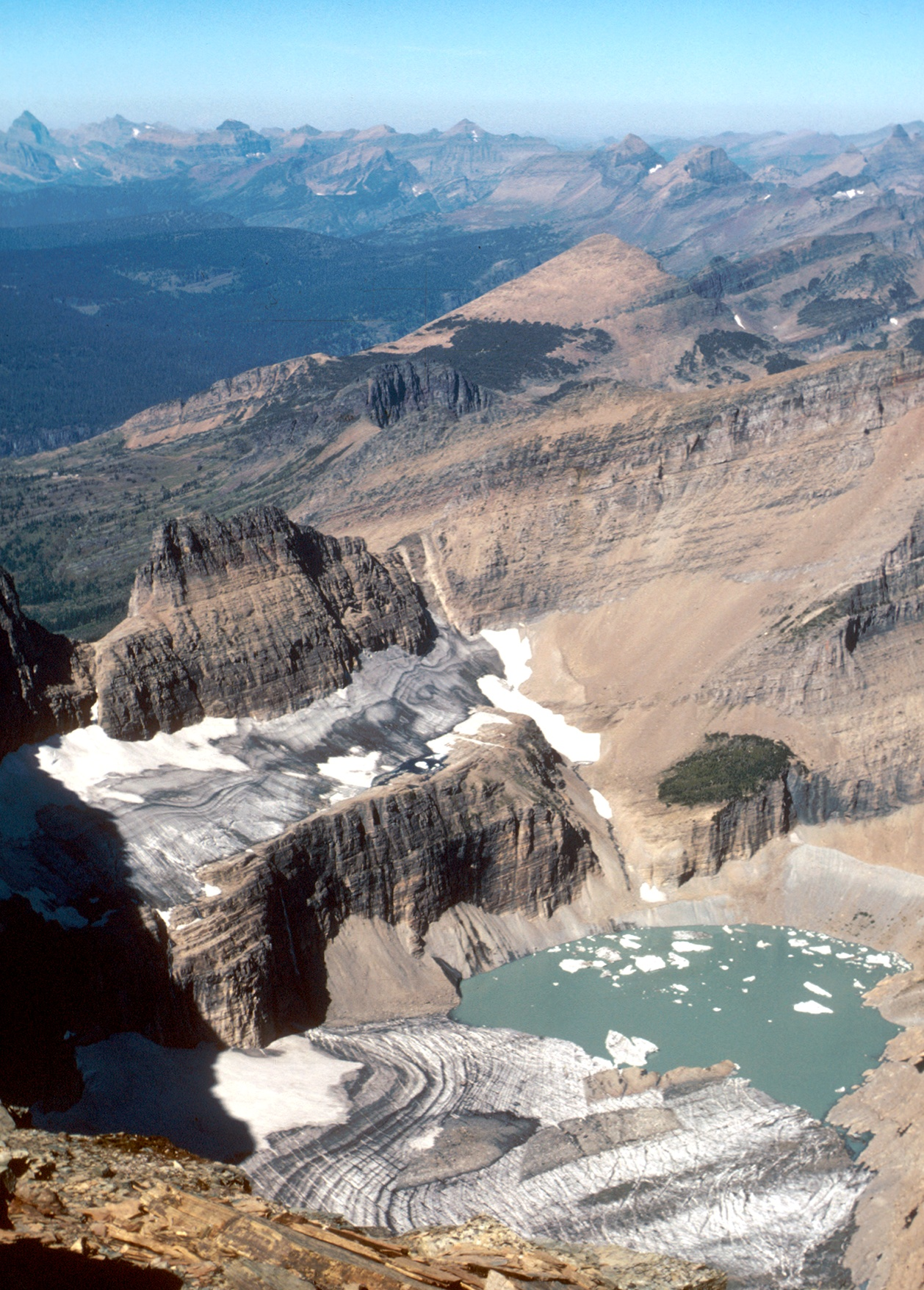
1981 Carl Key (USGS)
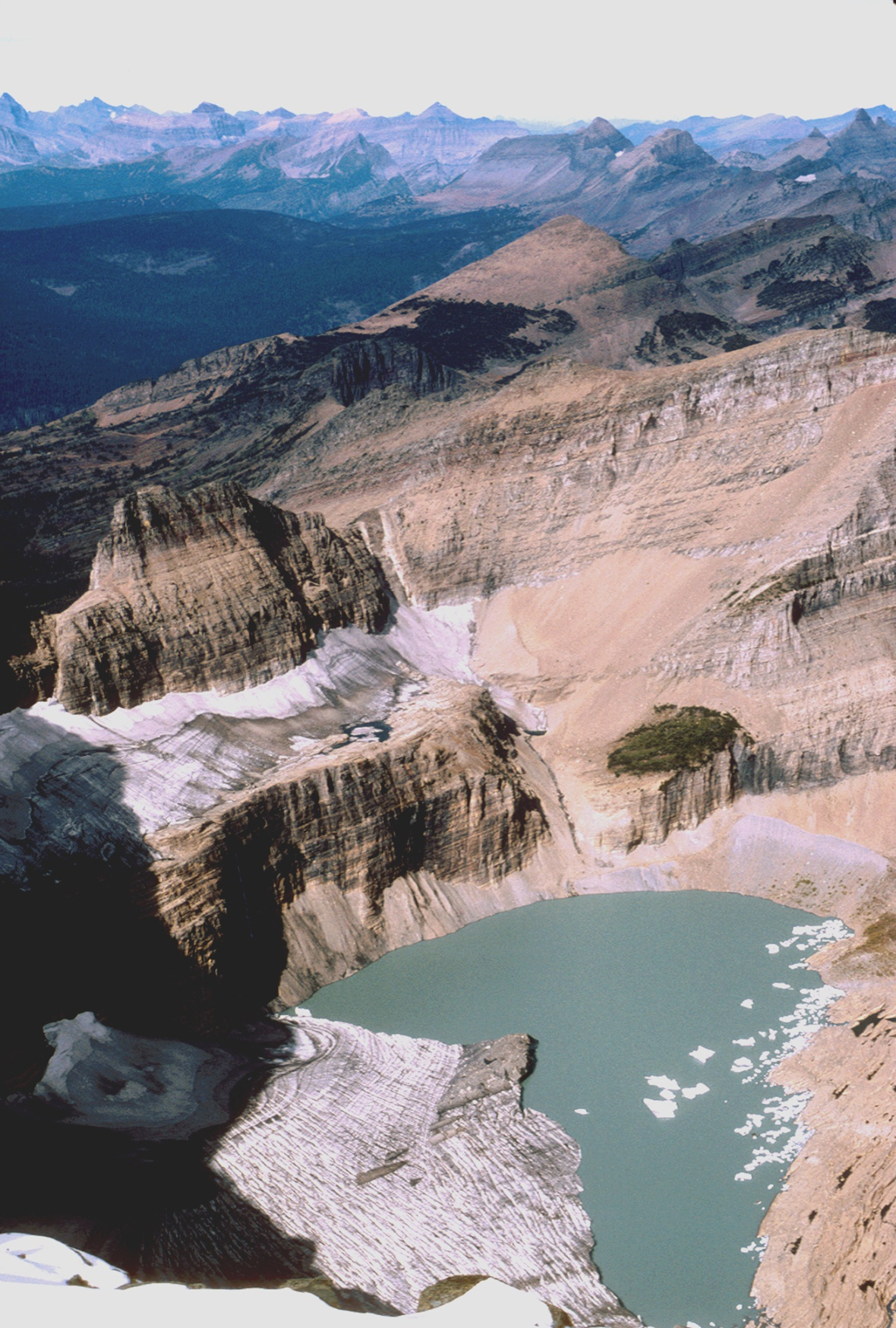
1998 Dan Fagre (USGS)
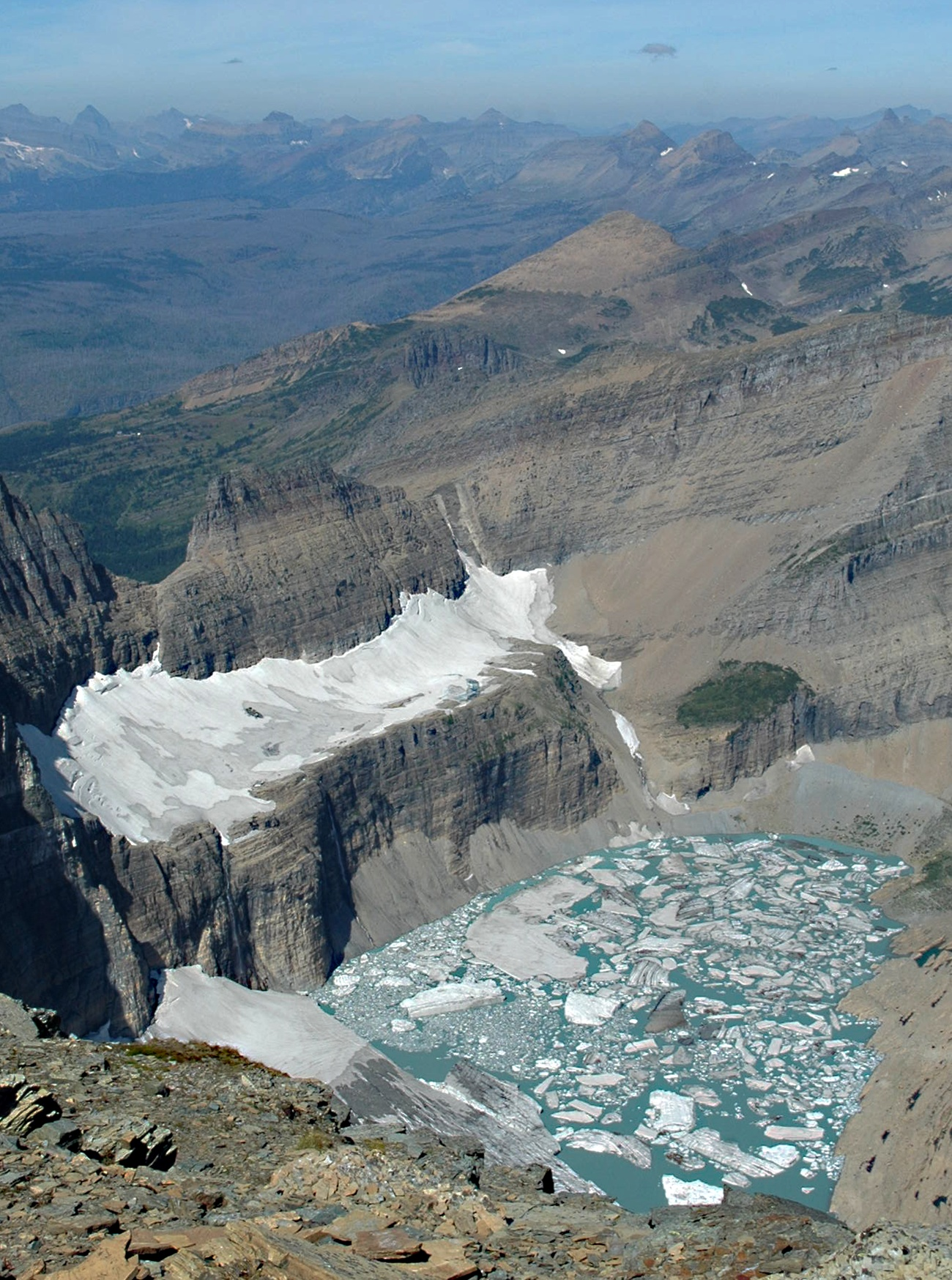
2009 Lindsey Bengtson (USGS)
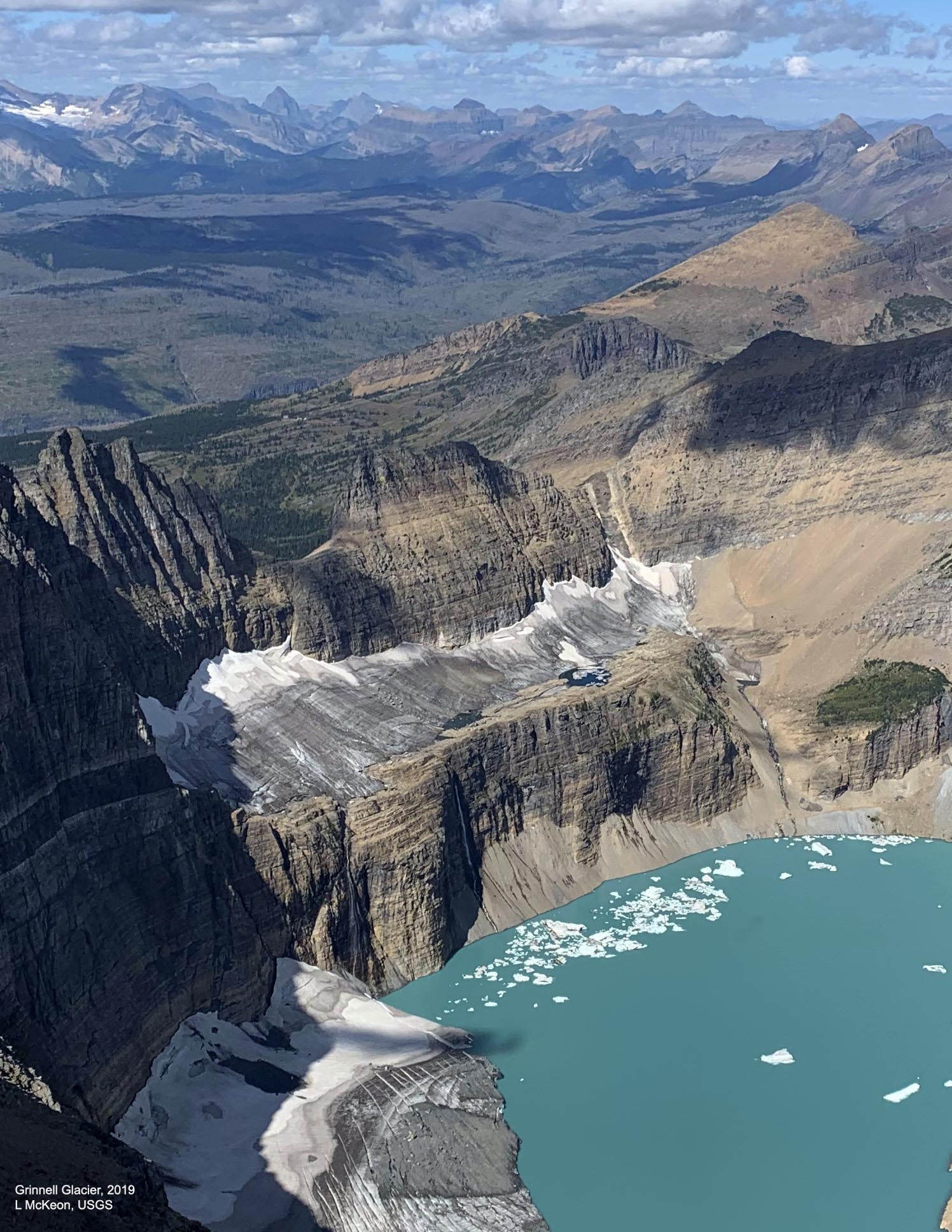
2019 Lisa McKeon (USGS)

Polopouštní klima ve Wyomingu stále dokáže podporovat asi tucet malých ledovců v národním parku Grand Teton, které za posledních 50 let všechny ustoupily. Ledovec Schoolroom se nachází mírně jihozápadně od Grand Tetonu, který je jedním z lépe dosažitelných ledovců v parku a očekává se, že zmizí do roku 2025. Výzkum mezi lety 1950 a 1999 prokázal, že ledovce v národních lesích Bridger-Teton a Shoshone v pohoří Wind River se během tohoto období zmenšily o více než třetinu jejich velikosti. Fotografie ukazují, že dnešní ledovce jsou jen o polovinu menší, než když byly poprvé vyfotografovány koncem 90. let 19. století. Výzkum také naznačuje, že ústup ledovce byl úměrně větší v 90. letech 20. století než v jakémkoli jiném desetiletí za posledních 100 let. Gannettův ledovec na severovýchodním svahu hory Gannett Peak je největší ledovec ve Skalnatých horách jižně od Kanady. Od roku 1920 údajně ztratil více než 50 % svého objemu, přičemž téměř polovina této ztráty nastala od roku 1980. Glaciologové se domnívají, že zbývající ledovce ve Wyomingu zmizí do poloviny 21. století, pokud bude pokračovat současný trend globálního oteplování.

#### Kanadské Skalnaté hory a pobřeží a Kolumbijské hory

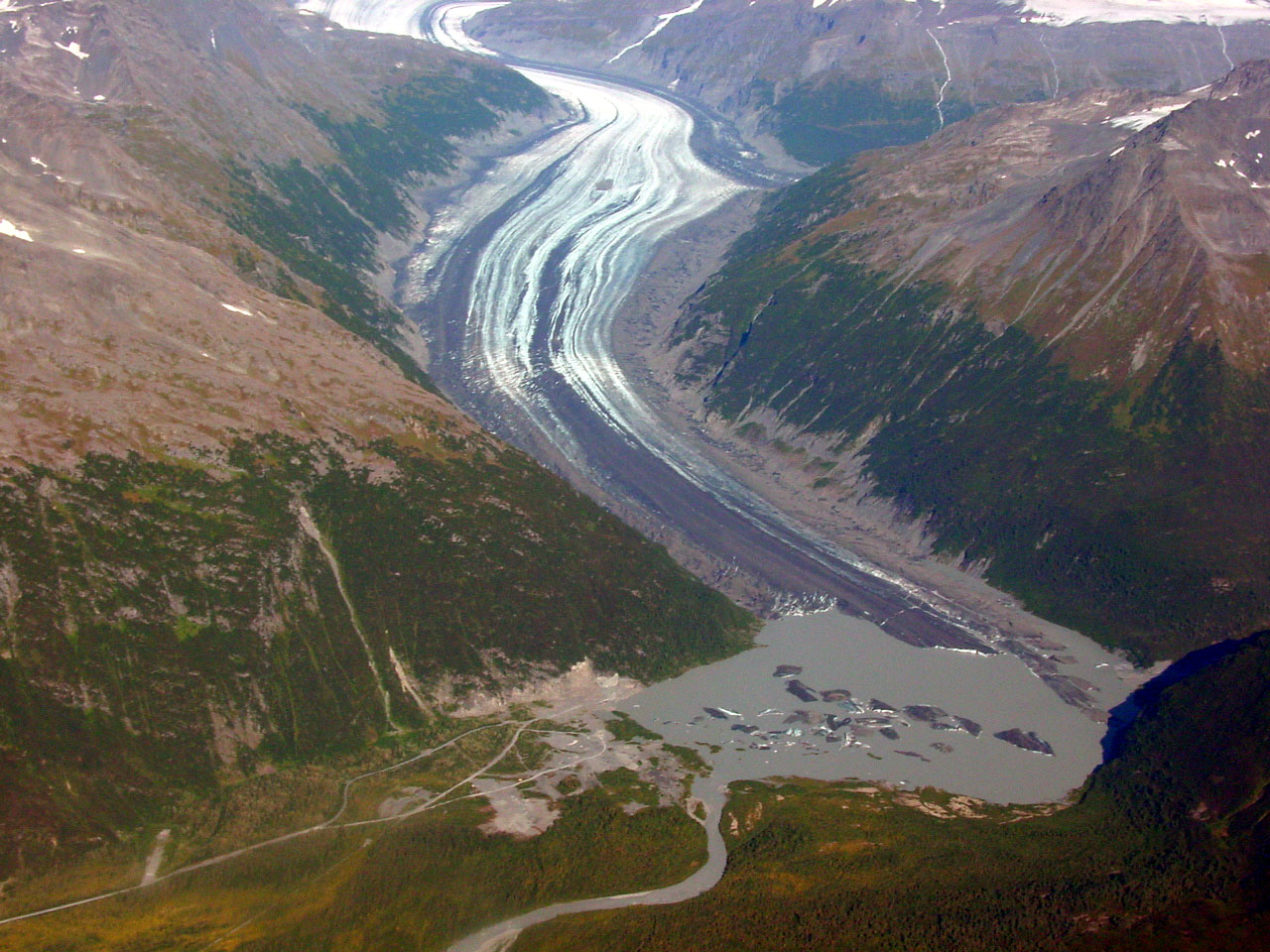
Ledovec Valdez se za poslední století ztenčil o 90 metrů a odhalil neplodnou půdu poblíž ledovcových okrajů

V kanadských Skalnatých horách jsou ledovce obecně větší a rozšířenější než na jihu Skalnatých hor. Jedním z nejdostupnějších ledovců v kanadských Skalnatých horách je Athabasca, který je výtokovým ledovcem Kolumbijského ledového pole, jehož plocha má kolem 325 km². Ledovec Athabasca ustoupil o 1500 m od konce 19. století. Rychlost jeho ústupu se od roku 1980 zvýšila po období pomalého ústupu mezi lety 1950–1980. Ledovec Peyto v Albertě se rozkládá na ploše asi 12 km² a během první poloviny 20. století rychle ustoupil, stabilizoval se do roku 1966 a v roce 1976 se obnovil. Ledovec Illecillewaet v národním parku Glacier v Britské Kolumbii (Kanada), části Selkirkova pohoří (západně od Skalnatých hor), ustoupil 2 km od prvního fotografování v roce 1887.
V provinčním parku Garibaldi na jihozápadě Britské Kolumbie bylo přes 505 km² neboli 26 % parku na počátku 18. století pokryto ledovcem. Ledová pokrývka se snížila na 297 km2 v letech 1987–1988 a na 245 km2 do roku 2005, tedy na 50 % plochy z roku 1850. Ztráta 50 km2 za posledních 20 let se shoduje s negativní hmotnostní bilancí ostatních ledovců v regionu. Během tohoto období všech 9 zkoumaných ledovců výrazně ustoupilo.

#### Aljaška

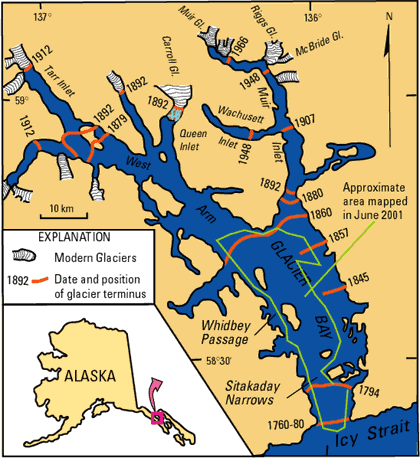
Mapa oblasti Glacier Bay; červené čáry ukazují polohy čel ledovců ve vybraných letech

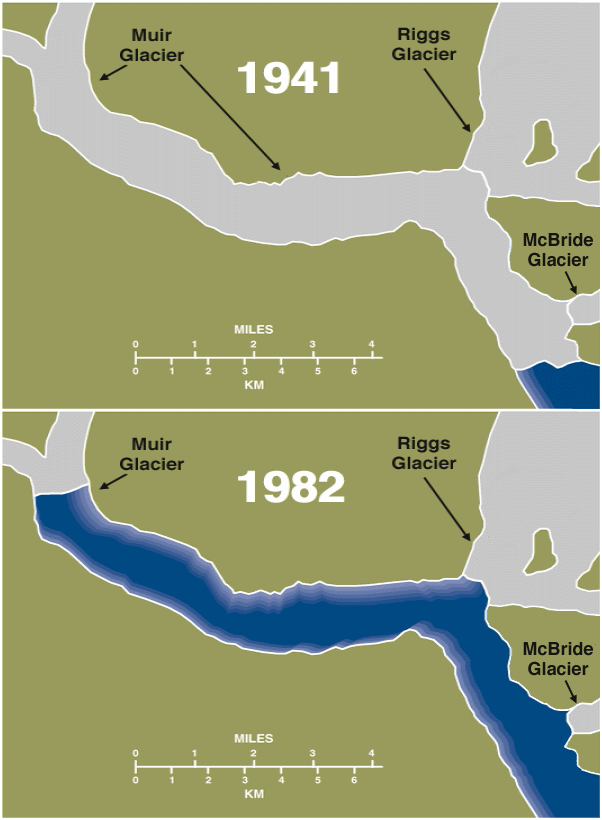
Mapy znázorňující ústup ledovce Muir od roku 1941 do roku 1982

Na Aljašce jsou tisíce ledovců, ale jen několik z nich je pojmenováno. Ledovec Columbia poblíž Valdezu v zátoce Prince William Sound ustoupil o 15 km za posledních 25 let. Jeho telení částečně způsobilo únik ropy z lodě Exxon Valdez, když tanker změnil směr, aby se vyhnul špičkám ledu. Ledovec Valdez je ve stejné oblasti, a přestože se netelení, také výrazně ustoupil. „Letecký průzkum aljašských pobřežních ledovců z roku 2005 identifikoval více než tucet ledovců, mnoho dřívějších přílivových a otelujících se ledovců, včetně Grand Plateau, Alsek, Bear a Excelsior Glaciers, které rychle ustupují. Z pozorovaných 2 000 ledovců ustupuje 99 % “ Ledový záliv na Aljašce napájejí tři velké ledovce – Guyot, Yahtse a Tyndall –, které všechny zaznamenaly ztrátu délky a tloušťky a následně ztrátu plochy. Ledovec Tyndall se v šedesátých letech oddělil od ustupujícího ledovce Guyot a od té doby ustoupil o 24 km, v průměru více než o 500 m za rok.
Výzkumný program Juneau Icefield monitoruje výtokové ledovce Juneau Icefield od roku 1946. Na západní straně ledového pole ustoupilo čelo ledovce Mendenhall, který ústí do předměstí aljašského města Juneau, o 580 m. Z devatenácti ledovců ledovcového pole Juneau ustupuje osmnáct a jeden, ledovec Taku, postupuje. Jedenáct ledovců ustoupilo více než 1 km od roku 1948 – Antlerův ledovec o 5,4 km; ledovec Gilkey o 3,5 km ; Norris o 1,1 km a ledovec Lemon Creek o 1,5 km. Ledovec Taku postupuje kupředu přinejmenším od roku 1890, kdy přírodovědec John Muir pozoroval velkou frontu na telení ledovce. V roce 1948 se přilehlý fjord naplnil a ledovec se již neotelil a mohl pokračovat v postupu. Do roku 2005 byl ledovec jen 1,5 km od dosažení bodu Taku a blokování vstupu Taku. Postup (nárůst) ledovce Taku byl průměrně 17 m ročně v letech 1988 až 2005. Hmotnostní bilance byla pro období 1946–88 velmi pozitivní, což podporovalo postup; od roku 1988 je však hmotnostní bilance mírně záporná, což by mělo v budoucnu zpomalit postup tohoto mocného ledovce.
Dlouhodobé záznamy o hmotnostní bilanci z ledovce Lemon Creek na Aljašce ukazují hmotnostní bilanci mírně klesající s časem. Průměrná roční bilance tohoto ledovce byla −0,23 m každý rok v období let 1957 až 1976. Průměrné roční saldo bylo stále negativněji průměrné −1,04 m ročně od roku 1990 do roku 2005. Opakovaná výškoměrná měření a měření nadmořské výšky u 67 ledovců na Aljašce zjistila, že míra ztenčení se zvýšila o více než dvojnásobek při srovnání období od roku 1950 do roku 1995 (0,7 m za rok) a období 1995 až 2001 (1,8 m za rok). Jedná se o systémový trend se ztrátou hmotnosti, která se rovná ztrátě tloušťky, což vede k rostoucímu ústupu – ledovce nejen ustupují, ale také se stávají mnohem tenčí. V národním parku Denali ustupují všechny sledované ledovce s průměrným ústupem 200 m za rok. Čelo Toklatského ledovce ustupuje 26 m ročně a ledovec Muldrow se ztenčil o 20 m od roku 1979. Na Aljašce jsou dobře zdokumentované přepěťové ledovce, o nichž je známo, že rychle postupují, dokonce až 100 m za den. Ledovec Variegated Glacier, Black Rapids, Muldrow, Susitna a Yanert jsou příklady přepěťových ledovců na Aljašce, které v minulosti zaznamenaly rychlý nárůst. Všechny tyto ledovce celkově ustupují, přerušované krátkou dobou nárůstu.

### Jižní polokoule

#### Andy a Ohňová země

Ústup ledovce San Rafael od roku 1990 do roku 2000. Na pozadí je zobrazen ledovec San Quintín

V suchých oblastech obklopující střední a jižní Andy v Argentině a Chile se rozprostírá velký region, který je závislý na dodávkách vody z tajících ledovců. Voda z ledovců také napájí řeky, na některých byly postaveny přehrady s vodními elektrárnami na výrobu elektřiny. Někteří vědci se domnívají, že do roku 2030 zmizí mnoho velkých ledovců v nejvyšších polohách Andách, pokud bude pokračovat aktuální klimatický trend. V Patagonii, na jižním cípu kontinentu, velké ledové čepice ustoupily o 1 km od počátku 90. let 20. století a 10 km od konce 19. století. Rovněž bylo pozorováno, že patagonské ledovce ustupují rychleji než v jiných regionech světa. Severopatagonské ledovcové pole ztratilo 93 km2 plochy ledu mezi lety 1945 a 1975 a dalších 174 km2 od roku 1975 do roku 1996, což naznačuje, že míra ústupu se zvyšuje. To představuje ztrátu 8 % ledového pole, přičemž všechny jeho ledovce zažívají výrazný ústup. Jihopatagonské ledovcové pole vykazovalo obecný trend ústupu 42 ledovců, zatímco čtyři ledovce byly v rovnováze a dva se zvětšily v letech 1944 až 1986. Největší ústup byl ledovce O'Higgins, který v období 1896–1995 ustoupil o 14,6 km. Ledovec Perito Moreno je 30 km dlouhý a je hlavním výtokovým ledovcem patagonského ledovcového pole, stejně jako nejnavštěvovanějším ledovcem v Patagonii. Tento ledovec je sice v rovnováze, ale v období 1947–1996 prošel častými oscilacemi s čistým ziskem 4,1 km. Tento ledovec narostl od roku 1947 a od roku 1992 je v zásadě stabilní. Ledovec Perito Moreno je jedním ze tří ledovců v Patagonii, o nichž je známo, že narostly, ve srovnání s několika stovkami dalších na ústupu. Dva hlavní ledovce Jihopatagonského ledovcového pole severně od Morena, Upsala a Viedma, ustoupily o 4,6 km za 21 let a 1 km za 13 let. V povodí řeky Aconcagua vedl ústup ledovců ke ztrátě 20 % ledovcové oblasti, což způsobilo snížení ze 151 km2 na121 km2. Ledovec Marinelli na Ohňové zemi byl na ústupu minimálně od roku 1960 do roku 2014, jako jeden z nejrychleji ustupujících ledovců v Jižní Americe s průměrným ročním ústupem 153 m.

#### Oceánie

Tyto ledovce na Novém Zélandu v posledních letech nadále rychle ustupovaly. Všimněte si větších čelních jezer, ústupu bílého ledu (led bez morénového krytu) a vyšších stěn morény kvůli ztenčení ledu. Fotografie

Animovaná mapa rozsahu ledovců Puncak Jaya mezi lety 1850 až 2003

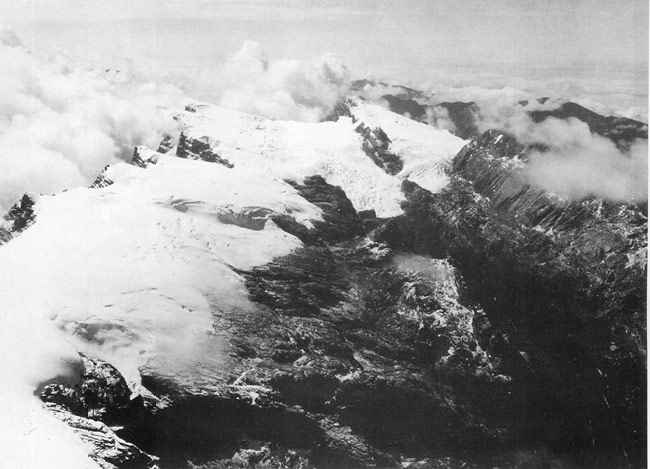
Ledová čepice na Puncak Jaya v roce 1936

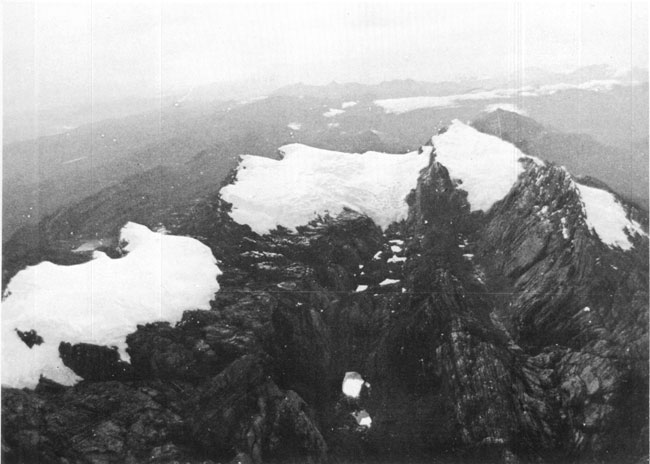
Ledovce Puncak Jaya v 1972. Zleva doprava: Northwall Firn, Meren Glacier a Carstensz Glacier. USGS. Také obraz a animace z poloviny roku 2005

Na Novém Zélandu jsou horské ledovce obecně na ústupu od roku 1890, se zrychlením od roku 1920. Většina z nich se měřitelně ztenčila a zmenšila a s postupujícím obdobím 20. století se zóny akumulace sněhu zvýšily. V letech 1971 až 1975 ledovec Ivory ustoupil svým čelem o 30 m a ztratil asi 26 % svého povrchu. Od roku 1980 se za novými koncovými morénami několika z těchto ledovců vytvořila řada malých ledovcových jezer. Ledovce jako Classen, Godley a Douglas mají nyní nová ledovcová jezera pod svými čely kvůli ústupu ledovců za posledních 20 let. Satelitní snímky naznačují, že se tato jezera stále rozšiřují. Došlo k významným a trvalým ztrátám objemu ledu na největších ledovcích Nového Zélandu, včetně Tasman, Ivory, Classen, Mueller, Maud, Hooker, Gray, Godley, Ramsay, Murchison, Therma, Volta a Douglas. Ústup těchto ledovců byl poznamenán rozšiřováním proglaciálních jezer a ztenčováním oblastí v čele ledovců. Ztráta celkového objemu ledu v Jižních Alpách od roku 1976 do roku 2014 je v součtu 34 procent.
Několik ledovců, zejména hodně navštěvované ledovce Fox a Franz Josef na západním pobřeží Nového Zélandu, se periodicky zvětšilo, zejména v průběhu 90. let, ale rozsah těchto nárůstů je ve srovnání s ústupem ve 20. století malý. Oba jsou více než o 2,5 km kratší než před sto lety. Tyto velké, rychle tekoucí ledovce na strmých svazích rychle reagovaly na malé změny v hmotnostní bilanci. Několik let podmínky příznivé pro nárůst ledovce, jako jsou západnější větry a výsledný nárůst sněžení, se rychle odráží v odpovídajícím nárůstu, po kterém následuje stejně rychlý ústup, jakmile tyto příznivé podmínky skončí.

## Tropické ledovce
Tropické ledovce se nacházejí mezi Obratníkem Raka a Obratníkem Kozoroha v oblasti, která leží maximálně 23 ° 26 ′ 22 ″ severně či na jižně od rovníku. Přísně se tropický ledovec nachází v astronomických tropech ; oblast, kde je roční kolísání teploty menší než denní kolísání a nachází se v oblasti oscilace v zóně Intertropické zóně konvergence.
Tropické ledovce jsou z různých důvodů nejvíce neobvyklé ze všech ledovců. Za prvé, regiony jsou nejteplejšími částmi planety. Za druhé, sezónní změna je jen minimální, s teplým podnebím po celý rok, což vede k nedostatku chladnějšího zimního období, ve kterém se může hromadit sníh a led. Za třetí, v těchto oblastech existuje jen málo vyšších hor, na nichž je dostatek studeného vzduchu pro vznik ledovců. Celkově jsou tropické ledovce menší než jinde a jsou nejpravděpodobnějšími ledovci, které rychle reagují na měnící se klima. Malý nárůst teploty jen o několik stupňů může mít téměř okamžitý a nepříznivý vliv na tropické ledovce.
V blízkosti rovníku se stále nachází led ve východní Africe, v Andách v Jižní Americe a na Nové Guineji. Ústup rovníkových ledovců byl dokumentován pomocí map a fotografií pokrývajících období od konce 19. století do téměř současnosti. Celkem 99,64 % tropických ledovců je v andských horách Jižní Ameriky, 0,25% na afrických ledovcích Rwenzori, Mount Kenya a Kilimandžáro a 0,11% v Západní Nové Guineji.

### Afrika

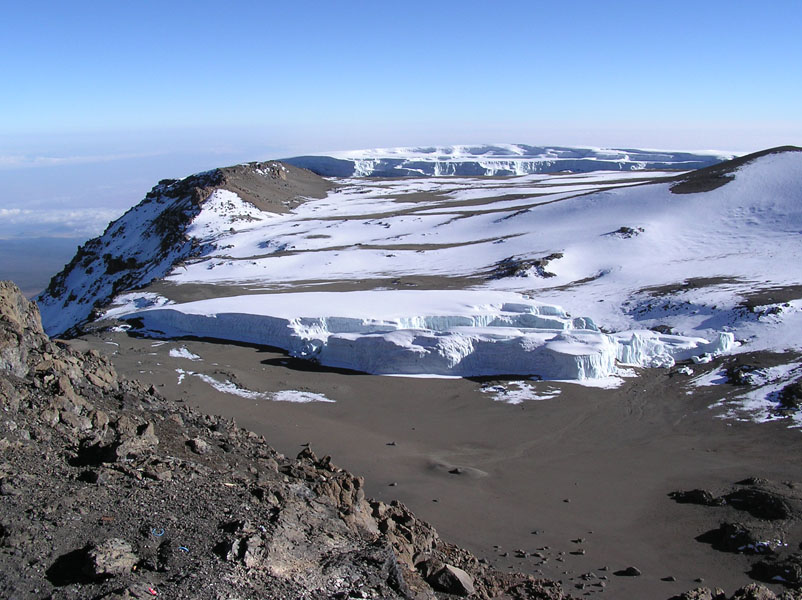
Ledovec Furtwängler na vrcholu Kilimandžára v popředí a sněhová pole a severní ledová pole za nimi

Téměř celá Afrika se nachází v tropických a subtropických klimatických pásmech. Její ledovce se nacházejí pouze ve dvou izolovaných pohořích a pohoří Ruwenzori. Kilimandžáro je s 5 895 m nejvyšším vrcholem kontinentu. Od roku 1912 do roku 2006 ledovcová pokrývka na vrcholu Kilimandžáro ustoupila o 75% a objem ledovcového ledu poklesl o 80 % oproti hodnotě z roku 1912 kvůli ústupu i ztenčení. Za 14leté období od roku 1984 do roku 1998 jedna část ledovce na vrcholu hory ustoupila o 300 metrů. Zpráva z března 2005 naznačila, že na hoře nezůstal téměř žádný ledový led a práce to zaznamenala jako poprvé za posledních 11 000 let, kdy byla na částech vrcholu odhalena neúrodná půda. Vědci uvedli, že ústup ledovce na Kilimandžáru byl způsoben kombinací zvýšené sublimace a snížení sněžení. Dle zprávy Programu OSN pro životní prostředí z roku 2020 zbytky ledovců zmizí do několika málo let a zbývající led do pár desetiletí.
Ledovec Furtwängler se nachází v blízkosti vrcholu Kilimandžáro. V letech 1976 až 2000 se jeho oblast snížila téměř na polovinu, ze 113 tisíc m2 na 60 tisíc m2. Během terénních měření provedených počátkem roku 2006 vědci objevili velkou díru poblíž středu ledovce. Tato díra procházejí šesti metry zbývající tloušťky ledovce k podkladové hornině a předpokládalo se, že poroste a do roku 2007 rozdělí ledovec na dva. Mezi lety 2014 a 2020 ztratil ledovec 70 procent své zbývající ledové hmoty a zůstaly z něj jen tenké ledové stěny.
Na sever od Kilimandžára leží Mount Kenya, která je s 5 199 m druhou nejvyšší horou kontinentu. Mount Kenya má řadu malých ledovců, které od poloviny 20. století ztratily nejméně 45 % své hmotnosti. Podle výzkumu zpracovaného Americkou geologickou službou bylo v roce 1900 na Mount Kenya osmnáct ledovců a do roku 1986 jich zůstalo jen jedenáct. Celková plocha pokrytá ledovci byla 1,6 km2 v roce 1900, avšak do roku 2000 zůstalo jen asi 25 %, neboli 0,4 km2. Na západ od Kilimandžára a Mount Kendy leží pohoří Ruwenzori s maximální výškou 5 109 m. Fotografické důkazy naznačují výrazné zmenšení oblastí pokrytých ledem za poslední století. V 35letém období mezi lety 1955 a 1990 ustoupily ledovce v pohoří Rwenzori asi o 40%. Očekává se, že vzhledem ke své blízkosti k silně vlhké oblasti Konga mohou ledovce v pohoří Ruwenzori ustupovat pomaleji než ledovce na Kilimandžáru nebo na Mount Kenya.

### Jižní Amerika
Studie glaciologů dvou malých ledovců v Jižní Americe odhalila další ústup. Více než 80 % veškerého ledovcového ledu v severních Andách je soustředěno na nejvyšších vrcholcích na malých planinách velké přibližně 1 km2. Pozorování ledovce Chacaltaya v Bolívii a ledovce Antizana v Ekvádoru z let 1992 až 1998 naznačují, že mezi 0,6 m a 1,9 m ledu bylo ztraceno ročně na každém ledovci. Čísla pro Chacaltaya ukazují ztrátu 67 % jejího objemu a 40 % její tloušťky za stejné období. Ledovec Chacaltaya ztratil 90% své hmotnosti od roku 1940 a předpokládalo se, že úplně zmizí někdy v letech 2010 až 2015. Zmizel ještě dříve, jelikož roztál již v roce 2009. Uvádí se také, že Antizana ztratila mezi lety 1979 a 2007 40% své plochy. Výzkum také naznačuje, že od poloviny 80. let se rychlost ústupu u obou těchto ledovců zvyšuje. V Kolumbii ztratily ledovce na vrcholu Nevado del Ruiz za posledních 40 let více než polovinu své rozlohy.
Dále na jih v Peru jsou Andy celkově ve vyšší nadmořské výšce a hostí kolem 70 % všech tropických ledovců. Inventář ledovců z roku 1988 na základě údajů z roku 1970 odhadoval, že v té době pokrývaly ledovce plochu 2600 km2. Mezi lety 2000 až 2016 bylo ztraceno 29 % zaledněné oblasti, zbývající plocha se odhaduje na přibližně 1300 km2. Ledová čepice Quelccaya je po ledové čepici Coropuna druhým největším tropickým ledovcem na světě a všechny výtokové ledovce z ledové čepice ustupují. V případě ledovce Qori Kalis, který je jedním z výtokových ledovců Quelccayas, dosáhla míra ústupu 155 m ročně během tříletého období 1995 až 1998. Tající led vytvářel od roku 1983 velké jezero v přední části ledovce a poprvé za tisíce let se obnažila holá zem.

### Oceánie
Zpráva Jana Carstensze z roku 1623 o ledovcích pokrývajících rovníkové pohoří Nové Guineje se původně setkala s výsměchem, ale na počátku 20. století bylo skutečně zjištěno, že alespoň pět podoblastí pohoří Maoke (které znamená „zasněžené hory“) je pokryto velkými ledovými čepkami. Vzhledem k poloze ostrova v tropickém pásmu se sezónní výkyvy teploty téměř nevyskytují. Tropická poloha má předvídatelně stabilní úroveň deště a sněžení, stejně jako celoročně oblačnost, a nedošlo k žádné znatelné změně v množství vlhkosti, která by během 20. století poklesla.
V roce 1913 byl 4 550 m vysoký vrchol Prins Hendrik (nyní zvaný Puncak Yamin ) pojmenovány jako údajně mající „věčný“ sníh, ale toto pozorování se nikdy neopakovalo. Ledová čepička 4720 m na vysokém Wilhelmina Peaks, která dosáhla úrovně pod 4400 mv roce 1909, zmizela mezi lety 1939 až 1963. Ledová čepice Mandala / Juliana zmizela v 90. letech 20. století a ledovec Idenburg na Ngga Pilimsit vyschl v roce 2003. Zbývají tak pouze zbytky kdysi souvislého ledové čepice na nejvyšší hoře Nové Guineje, Puncak Jaya s 4884 m vysokým vrcholem Puncak Jaya, který měl podle odhadů plochu 20 km2 v roce 1850.
Pro tuto horu existují fotografické důkazy o masivním ústupu ledovců, protože oblast byla poprvé rozsáhle prozkoumána letadlem v roce 1936 v rámci přípravy na první výstup na vrchol. Od té doby do roku 2010 hora ztratila 80 procent svého ledu – z toho dvě třetiny od další vědecké expedice v 70. letech. Tento výzkum v letech 1973 až 1976 ukázal ústup ledovce na ledovci Meren 200 m zatímco Carstensz Glacier ztratil 50 m. Northwall Firn, největší pozůstatek ledovce, který kdysi byl na vrcholu Puncak Jaya, se po roce 1942 rozdělil na dva samostatné ledovce. Satelitní snímky IKONOS novoguinejských ledovců naznačují, že k roku 2002 zůstala ledovcová oblast o ploše pouze 2,1 km2 a že za dva roky od roku 2000 do roku 2002 ztratil East Northwall Firn 4,5 %, West Northwall Firn 19,4% a Carstensz 6,8% objemu svého ledu, a že někdy v letech 1994 až 2000 ledovec Meren úplně zmizel. Expedice ke zbývajícím ledovcům na Puncak Jaya v roce 2010 zjistila, že led na tamních ledovcích je asi 32 m silný a řídne rychlostí 7 m ročně. Při této rychlosti se předpokládalo, že zbývající ledovce vydrží pouze do roku 2015.

## Polární oblasti
Ačkoliv jsou blízké a důležité pro lidské populace, představují horské a údolní ledovce ledovců tropických a středních šířek jen malý zlomek ledovcového ledu na Zemi. Asi 99 procento veškerého sladkovodního ledu je ve velkých ledových příkrovech polární a subpolární Antarktidy a v Grónsku. Tyto souvislé ledové pláty kontinentálního zalednění tlusté 3 km i více, pokrývají většinu polárních a subpolárních pevnin. Stejně jako řeky, které tečou z obrovského jezera, přepravují četné výtokové ledovce led z okrajů ledové vrstvy do oceánu.

### Island
Island v severním Atlantiku je domovem Vatnajökull, který je největší ledovou čepicí v Evropě. Ledovec Breiðamerkurjökull, který je jedním výtokových ledovců Vatnajökull, ustoupil až o 2 km mezi lety 1973 a 2004. Na počátku 20. století se Breiðamerkurjökull rozšířil k 250 metrům od oceánu, ale do roku 2004 jeho čelo ustoupilo 3 km dále do vnitrozemí. Tento ústup ledovce odhalil rychle se rozpínající lagunu Jökulsárlón, která je zepředu zpevněna ledovými kry. Jökulsárlón je 110 m hluboká a mezi lety 1994 a 2004 téměř zdvojnásobila svou velikost. Měření hmotnostní bilance islandských ledovců ukazují střídání kladné a záporné hodnoty v období 1987–95, ale hmotnostní bilance je od té doby převážně záporná. Na ledové čepici Hofsjökull byla hmotnostní bilance od roku 1995 do roku 2005 každý rok záporná.
Většina islandských ledovců během teplých desetiletí od roku 1930 do roku 1960 rychle ustoupila, přičemž v následujícím desetiletí se klima ochlazovalo a po roce 1970 se začalo opět oteplovat. Míra nárůstu dosáhla vrcholu v 80. letech, poté se zpomalila až do roku 1990. V důsledku rychlého globálního oteplování, ke kterému došlo od poloviny 80. let, začala po roce 1990 většina ledovců na Islandu ustupovat a do roku 2000 ustupovaly všechny sledované ledovce jiného typu než přepěťové. V letech 2000 až 2005 sledovala Islandská glaciologická společnost průměrně 45 nenarůstajících konců.

### Kanada

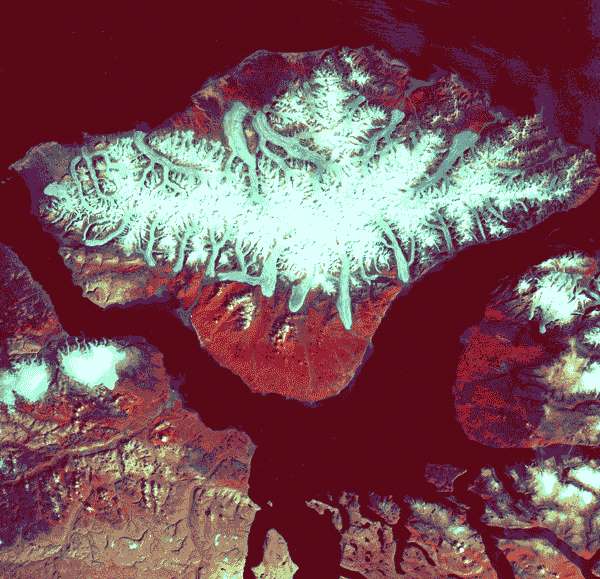
Ledovec Bylot na ostrově Bylot, na jednom ostrovů Kanadského arktického souostroví, 14. srpna 1975 (USGS)

Kanadské arktické souostroví obsahuje největší plochu a objem suchozemského ledu na Zemi mimo Grónský a Antarktický ledové příkrov a jsou domovem řady podstatných ledovců, včetně ledovců Penny a Barnes na Baffinově ostrově, ledové čepice Bylot na Bylotově ostrově a ledová čepice Devon na ostrově Devon. Ledovce v kanadské Arktidě byly mezi lety 1960 a 2000 téměř v rovnováze a mezi lety 1995 a 2000 ztratily ročně 23 Gt ledu. Od této doby došlo u kanadských arktických ledovců k prudkému nárůstu úbytku hmoty v reakci na teplejší letní teplotu, kdy mezi lety 2007 a 2009 ztratily 92 Gt ročně.
Další studie ukazují, že v letech 1960 až 1999 ztratila ledová čepice Devon 67 km3 ledu, hlavně ztenčením. Všechny hlavní výtokové ledovce podél východního okraje ledové čepice Devon ustoupily o 1 km až 3 km od roku 1960. Na náhorní plošině Hazen na Ellesmerově ostrově ztratila ledová čepice Simmon od roku 1959 47 % své rozlohy. Pokud budou současné klimatické podmínky pokračovat, zbývající led na plošině Hazen zmizí kolem roku 2050. Dne 13. srpna 2005 se Aylesův ledový příkrov vymanil ze severního pobřeží ostrova Ellesmere. Celkem 66 km2 ledového šelfu bylo unášeno do Severního ledového oceánu. Toto následovalo po rozdělení ledového šelfu Ward Hunt v roce 2002. Ward Hunt ztratil v minulém století 90 % své rozlohy.

### Severní Evropa
Arktické ostrovy severně od Norska, Finska a Ruska prokázaly ústup ledovců. Na Špicberkách jsou na ostrově Západní Špicberky četné ledovce. Výzkum naznačuje, že Hansbreen (Hansův ledovec) na Špicberkách ustoupil o 1,4 km od roku 1936 do roku 1982 a dalších 400 m během 16letého období od roku 1982 do roku 1998. Blomstrandbreen, ledovec ve Špicberké oblasti King's Bay, ustoupil přibližně o 2 km za posledních 80 let. Od roku 1960 byl průměrný ústup Blomstrandbreenu asi 35 m ročně a tento průměr se zvýšil kvůli zrychlené míře ústupu od roku 1995. Podobně Midre Lovenbreen ustoupil o 200 m v letech 1977 až 1995. Na souostroví Nová země na severně od Ruska výzkum naznačuje, že v roce 1952 zde bylo 208 km ledovcového ledu podél pobřeží. Do roku 1993 se snížil o 8 % na 198 km ledovcového pobřeží.

### Grónsko

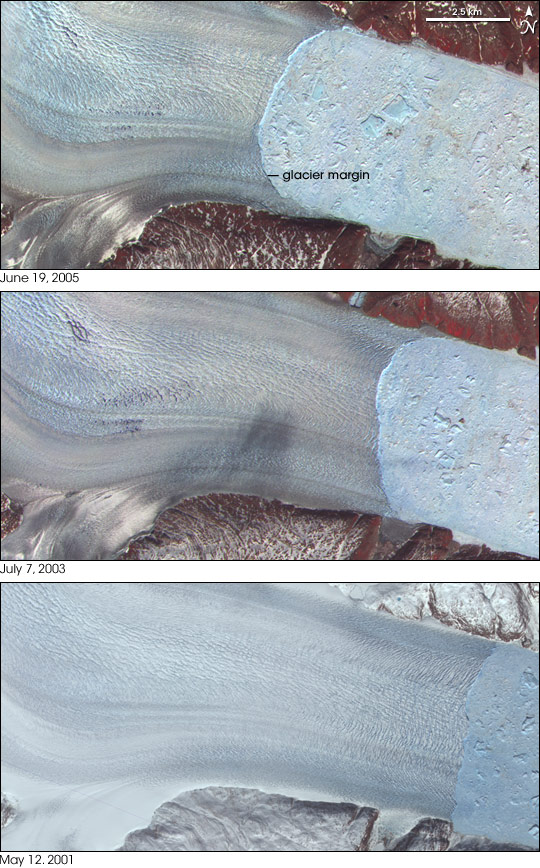
Ústup ledovce Helheim v Grónsku

V Grónsku byl pozorován ústup ledovců ve výtokových ledovcích, což vedlo ke zvýšení rychlosti toku ledu a destabilizaci hmotnostní bilance ledového štítu, který je jejich zdrojem. Čistá ztráta objemu a tím i příspěvek k nárůstu mořské hladiny Grónské ledovce (GL) se v posledních letech zdvojnásobil z 90 km³ ročně v letech 1996 až na 220 km3 ročně v roce 2005. Vědci také poznamenali, že zrychlení se rozšířilo a do roku 2005 ovlivnilo téměř všechny ledovce jižně od 70 s. š. Období od roku 2000 přineslo ústup několika velmi velkým ledovcům, které byly dlouho stabilní. Tři prozkoumané ledovce – ledovec Helheim, ledovec Kangerdlugssuaq a Jakobshavn Isbræ – společně odvádějí více než 16 % Grónského ledovce. V případě ledovce Helheim použili vědci k určení pohybu a ústupu ledovce satelitní snímky. Ty spolu s leteckými snímky z 50. a 70. let 20. století ukazují, že přední část ledovce zůstala po celá desetiletí na stejném místě. V roce 2001 začal ledovec rychle ustupovat a do roku 2005 ledovec ustoupil celkem o 7,2 km, zrychluje z 20 m za den na 35 m za den během tohoto období.
Jakobshavn Isbræ v západním Grónsku, hlavní výtokový ledovec Grónského ledovce, byl nejrychleji se pohybujícím ledovcem na světě za poslední půlstoletí. Pohyboval se nepřetržitě rychlostí přes 24 m denně se stabilním čelem nejméně od roku 1950. V roce 2002 12 km dlouhé plovoucí čelo ledovce vstoupilo do fáze rychlého ústupu, kdy se ledová fronta rozpadla a plovoucí čelo se rozpadlo a zrychlilo na rychlost ústupu přes 30 m za den. Už ne. Ledovec „zabouchl zlomy“ a nyní každým rokem zesiluje (roste do výšky) o 20 metrů.
V kratším časovém horizontu část hlavního kmene ledovce Kangerdlugssuaq, která tekla rychlostí 15 m za den od roku 1988 do roku 2001, bylo naměřeno, že teče rychlostí 40 m za den v létě roku 2005. Kangerdlugssuaq nejen ustoupil, ale také se ztenčil o více než 100 m.
Rychlé ztenčení, zrychlení a ústup ledovců Helheim, Jakobshavns a Kangerdlugssuaq v Grónsku, vše v těsném vzájemném spojení, naznačuje společný spouštěcí mechanismus, jako je lepší tání povrchu v důsledku regionálního oteplování klimatu nebo změna sil na čele ledovce. Bylo pozorováno, že zlepšené tavení vedoucí k mazání ledovcové základny způsobuje malé sezónní zvýšení rychlosti a uvolňování jezer tající vody také vedlo k pouze malým krátkodobým zrychlením. Významná zrychlení zaznamenaná na třech největších ledovcích začala na čele telení ledovců a šířila se do vnitrozemí a nemá sezónní povahu. Primární zdroj výstupního zrychlení ledovce, který je široce pozorován na malých a velkých otelujících se ledovcích v Grónsku, je tedy poháněn změnami dynamických sil na přední straně ledovce, nikoli zvýšeným mazáním vodou z taveniny. Toto bylo nazváno Jakobshavnovým efektem Terencem Hughesem z University of Maine v roce 1986. Studie publikovaná v roce 2015 o topografii ledové pod vodou na 3 místech skutečně našla dutiny kvůli vniknutí teplé subglaciální vody, která byla identifikována jako možná dominantní síla pro ablaci (povrchová eroze). Navrhuje tedy, aby teplota oceánu řídila odtok povrchu ledového štítu na konkrétních místech. Tato zjištění také ukazují, že modely podceňují citlivost grónských ledovců na oteplování oceánu a výsledný odtok ledových štítů. I bez lepšího modelování nová pozorování naznačují, že minulé projekce zvýšení hladiny moře přisuzované Grónskému ledovci vyžadují revizi směrem vzhůru.
Podle jedné studie ztratilo Grónsko v letech 2002–2019 4 550 gigatun ledu, tedy v průměru 268 gigatun ročně. V roce 2019 ztratilo Grónsko za dva měsíce 600 gigatun ledu, což přispělo ke vzestupu hladiny oceánů o 2,2 mm.

### Antarktida

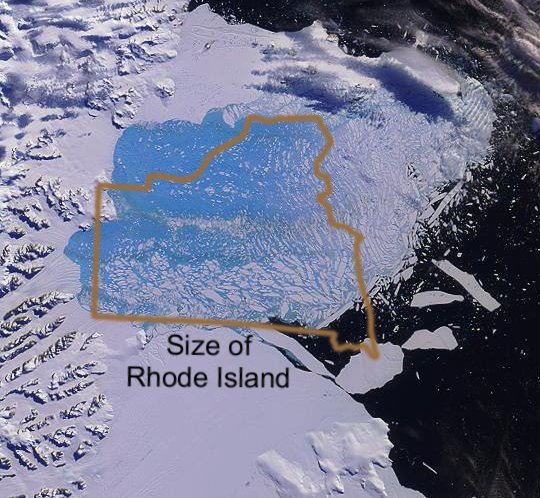
Zřícení ledového šelfu Larsen B v Antarktidě, který je plochou podobný americkému státu Rhode Island

Antarktida je intenzivně chladná a suchá. Většina sladkovodního ledu na světě je obsažena v jejích vrstvách. Nejdramatičtějším příkladem ústupu ledovců je ztráta velkých částí ledovcového šelfu Larsen na Antarktickém poloostrově. Nedávný kolaps šelfů Wordie, Prince Gustav, Mueller, Jones, Larsen A, Larsen B a Larsen C na Antarktickém poloostrově zvýšily povědomí o tom, jak dynamické systémy jsou ledovcové šelfy.
Antarktický příkrov je největší známá jednotlivá masa ledu. Pokrývá téměř 14 milionů km2 a obsahuje 30 milionů km3 ledu. Přibližně 90 % sladké vody na povrchu planety je zadržováno v této oblasti a pokud by se roztavila, zvýšila by se hladina oceánů o 58 metrů. Trend průměrné povrchové teploty na celém kontinentu v Antarktidě je kladný a významný s > 0,05 °C / desetiletí od roku 1957. S oteplením se ale zvýší množství sněhových srážek, což převáží teplotou zvýšený úbytek ledovce táním.
Antarktický příkrov je rozdělen Transantarktickým pohořím na dvě nestejné části známé jako Východoantarktický ledový příkrov (VALP) a menší Západoantarktický ledový příkrov (ZALP). VLP spočívá na velké pevnině, ale dno ZALP je místy více než 2 500 metrů pod hladinou moře. Bylo by tam mořské dno, kdyby tam nebyl ledový příkrov. ZALP je klasifikován jako mořský ledový příkrov, což znamená, že jeho koryto leží pod hladinou moře a jeho okraje proudí do plovoucích ledových šelfů. WAIS je ohraničen Rossovým šelfovým ledovcem, Filchnerými–Ronneovými šelfovým ledovcem a výtokovými ledovci, které odtékají do Amundsenova moře.
Ledové šelfy nejsou stabilní, když dochází k povrchovému tání, zhroucení Larsenova ledového šelfu bylo způsobeno teplejšími teplotami v období tavení, které vedly k povrchovému tání a tvorbě mělkých jezer na ledovém šelfu. Ledový šelf Larsen ztratil 2500 km2 své plochy od roku 1995 do roku 2001. V 35 denním období počínajícím 31. ledna 2002 se asi 3250 km2 plocha šelfu rozpadla. Ledový šelf má nyní plochu na úrovni 40 % jejímu předchozímu minimálnímu stabilnímu rozsahu. V roce 2015 studie dospěla k závěru, že zbývající ledový šelf Larsen B se rozpadne do konce tohoto desetiletí na základě pozorování rychlejšího toku a rychlého ztenčení ledovců v této oblasti. Z mnohem většího ledového šelfu Larsen C se oddělil obrovský ledový ostrov v létě 2017. Jonesův ledový šelf měl plochu 35 km2 v 70. letech 20. století, ale do roku 2008 zmizel. Ledový šelf Wordie se zmenšil z plochy 1500 km2 v roce 1950 na 1400 km2 v roce 2000. Ledový šelf Prince Gustava zmenšil z plochy 1600 km2 na 1100 km2 v roce 2008. Po jejich ztrátě umožnila snížená opora ledovců s podavačem očekávané zrychlení vnitrozemských mas ledu po rozpadu šelfu. Rossův šelfový ledovec je největší ledový šelf v Antarktidě (oblast zhruba 487 000 km2 a asi 800 km napříč; přibližně o velikosti Francie). Wilkinsův ledový šelf je další ledový šelf, který prošel podstatným ústupem. Ledový šelf měl plochu 16 000 km2 v roce 1998, kdy toho ztratil plochu 1000 km2. V letech 2007 a 2008 se objevily výrazné trhliny, které vedly ke ztrátě dalších 1400 km2 oblasti a některá telení se vyskytla i době v Antarktické zimy. Zdálo se, že telení bylo výsledkem předběžných předpokladů, jako bylo ztenčení, pravděpodobně kvůli bazální tavenině, protože povrchová tavenina nebyla tak zjevná, což vedlo ke snížení pevnosti spojů bodu přichycení. Tenčí led pak prodělal šíření trhlin a rozpad. Toto období vyvrcholilo zhroucením ledového mostu spojujícího hlavní ledový šelf s ostrovem Charcot, což vedlo ke ztrátě dalších 700 km2 mezi únorem a červnem 2009.
Ledovec Dakšin Gángotrí, malý výtokový ledovec Antarktického ledového příkrovu, ustoupil průměrnou rychlostí 0,7 m ročně od roku 1983 do roku 2002. Na Antarktickém poloostrově, který je jedinou částí Antarktidy, která leží severně od Jižního polárního kruhu, jsou stovky ustupujících ledovců. V jedné studii s 244 ledovci na poloostrově jich ustoupilo 212 o průměrně 600 m od místa, kde byly, když byly poprvé měřeny v roce 1953. Ledovec Pine Island je antarktický výtokový ledovec, který se vlévá do Amundsenova moře. Studie z roku 1998 dospěla k závěru, že se ledovec ztenčil o 3,5 m ± 0,9 m ročně a ustoupil o celkem 5 km za 3,8 let. Čelo ledovce Pine Island je plovoucí ledový šelf a bod, ve kterém začíná plavat, ustoupil 1,2 km ročně od roku 1992 do roku 1996. Tento ledovec odčerpává podstatnou část Západoantarktického ledového příkrovu.
Studie publikovaná v roce 2014 zjistila rychlý ústup čára ukotvení (čáry dotyku) v letech 1992–2011. Na základě studie z roku 2005 byl největší ústup zaznamenán na ledovci Sjogren, který je nyní 13 km dále do vnitrozemí, než byl v roce 1953. Bylo změřeno 32 ledovců, které narostly; tyto ledovce však vykazovaly jen mírný nárůst, v průměru 300 m na ledovec, což je výrazně menší než pozorovaný masivní ústup. Ledovec Thwaites, kde se také prokázalo ztenčení, byl označován jako slabý podbřišek Západoantarktického ledového příkrovu. Studie publikovaná v roce 2014 zjistila v letech 1992–2011 rychlý ústup čáry ukotvení. V poslední době vedly nové údaje ze satelitního zobrazování k výpočtům „rychlosti tání ledového šelfu na ledovci Thwaites v letech 2014–2017 o 207 m za rok, což je nejvyšší rychlost tání ledového šelfu zaznamenaná v Antarktidě.“ Ledovec Totten je velký ledovec odvádějící velkou část Východoantarktického ledového příkrovu. Studie z roku 2008 dospěla k závěru, že ledovec Totten v současné době ztrácí hmotnost. Studie publikovaná v roce 2015 dospěla k závěru, že ledovec Totten má největší podíl rychlosti ztenčování ledu na Východoantarktickém ledovém příkrovu a že ztenčení je způsobeno zvýšeným bazálním tavením kvůli oceánským procesům a je ovlivněno aktivitou polynie. Navíc tu byla v letních a zimních měsících pozorována teplá cirkumpolární hluboká voda na nedalekém kontinentálním šelfu pod 400 až 500 metry chladné antarktické povrchové vody.
Studie z roku 2019 ukázala, že Antarktida ztrácí led šestkrát rychleji než před 40 lety. Další ukázala, že dva ledovce, Pine Island a Thwaites, se rozpouští pětkrát rychleji než „na počátku 90. let 20. století“. Studie z roku 2021 ukázala, že za úbytek zdejších ledovců může spíše geotermální energie než klima.
V únoru 2020 bylo hlášeno z polární stanice Esperanza na Antarktickém poloostrově, že dosáhla teploty 18,3 °C, nejteplejší v historii kontinentální Antarktidy. Za posledních 50 let teploty na Antarktickém poloostrově vzrostly o 5 stupňů a asi 87 % ledovců podél západního pobřeží poloostrova ustoupilo.

## Dopady ústupu ledovců
Pokračující ústup ledovců bude mít řadu různých kvantitativních dopadů. V oblastech, které jsou silně závislé na odtoku vody z ledovců, které se během teplejších letních měsíců roztají, bude pokračování současného ústupu nakonec vyčerpá ledovcový led a podstatně sníží nebo zcela eliminuje odtok. Snížení odtoku ovlivní schopnost zavlažovat plodiny a sníží letních tok nezbytný k udržení přehrad a nádrží. Tato situace je obzvláště akutní pro zavlažování v Jižní Americe, kde jsou četné přehradní nádrže téměř výlučně vyplněny ledovcovou taveninou. Země střední Asie byly také historicky závislé na sezónní tavenině ledovce pro zavlažování a zásobování pitím. V Norsku, Alpách a na pacifickém severozápadě Severní Ameriky je pro vodní energii důležitý odtok z ledovců.
Část tohoto ústupu vyústila ve snahy zpomalit úbytek ledovců v Alpách. Aby se zpomalilo tání ledovců používaných některými rakouskými lyžařskými středisky, byly části ledovců Stubai a Pitztal částečně pokryty plastovými deskami. Ve Švýcarsku se plastové fólie také používají ke snížení tání ledovců, které se zároveň používají jako sjezdovky. I když se může zakrytí ledovců plastovými fóliemi ukázat jako výhodné pro lyžařská střediska v malém měřítku, neočekává se, že tato praxe bude ekonomicky možná v mnohem větším měřítku.
Mnoho druhů sladkovodních a slanovodních rostlin a živočichů je závislých na vodách napájených ledovcem, aby měly zajištěny prostředí studené vody, kterému se přizpůsobily. Některé druhy sladkovodních ryb potřebují k přežití a reprodukci studenou vodu, což platí zejména u lososů a pstruha žlutohrdlého. Snížený ledový odtok může vést k nedostatečnému toku proudu, aby se těmto druhům dařilo. Změny oceánských proudů způsobené zvýšenými vstupy sladké vody z tání ledovců a potenciálními změnami termohalinního výměníku ve Světového oceánu mohou ovlivnit stávající rybolov, na kterém jsou závislí i lidé.
Jednou z hlavních obav je zvýšené riziko náhlého vyprázdnění ledovcového jezera (GLOF), které v minulosti měly velký dopad na životy a majetek. Ledovcová tající voda zanechaná ustupujícím ledovcem je často zadržována morénami, které mohou být nestabilní a je známo, že se zhroutí, pokud jsou porušeny nebo přemístěny zemětřesením, sesuvy půdy nebo lavinami. Pokud čelní moréna není dostatečně silná, aby za sebou zadržovala stoupající vodu, může se protrhnout a způsobit obrovskou místní povodeň. Pravděpodobnost takových událostí stoupá v důsledku vytváření a rozšiřování ledovcových jezer díky ústupu ledovců. Minulé povodně byly smrtící a vedly k obrovským škodám na majetku. Největší riziko představují města a vesnice ve strmých úzkých údolích pod ledovcovými jezery. V roce 1892 způsobil GLOF výtok asi 200 000 m3 vody z jezera Glacier de Tête Rousse, což mělo za následek smrt 200 lidí ve francouzském městě Saint-Gervais-les-Bains. Je známo, že GLOF se vyskytují ve všech oblastech světa, kde se nacházejí ledovce. Očekává se, že pokračující ústup ledovců vytvoří a rozšíří ledovcová jezera, čímž se zvýší nebezpečí budoucích GLOF.
Potenciál významného vzestupu hladiny oceánů závisí hlavně na výrazném tání polárních ledovců Grónska a Antarktidy, protože právě zde se nachází drtivá většina ledovcového ledu. Pokud by veškerý led na polárních ledových čepicích roztál, hladina oceánů světa by vzrostla odhadem o 70 m. Ačkoli se dříve předpokládalo, že polární ledové čepice příliš nepřispívají ke zvyšování hladiny moří (IPCC 2007), nedávné studie potvrdily, že jak Antarktida, tak Grónsko přispívají každoročně 0,5 mm ke zvýšení globální hladiny oceánů. Za léta 2000–2020 je tání ledovců přisuzováno 21 % z celkového růstu hladiny oceánů. Samotný ledovec Thwaites v západní Antarktidě „je v současné době zodpovědný za přibližně 4 procenta celosvětového zvýšení hladiny moří. Zadržuje dostatek ledu, aby zvýšil světový oceán o něco málo přes 65 cm a zastavil sousední ledovce, které by zvýšily hladinu moře o dalších 2,4 m, kdyby došlo ke ztrátě veškerého ledu.“ Skutečnost, že odhady IPCC nezahrnovaly do svých předpovědí nárůstu hladiny oceánů rychlý rozpad ledového štítu, ztěžuje zjištění pravděpodobného odhadu zvýšení hladiny oceánů, ale studie z roku 2008 zjistila, že minimální nárůst hladiny moře bude kolem 0,8 m do roku 2100.